# Épinay-sur-Orge
Pour les articles homonymes, voir Épinay (homonymie).
Épinay-sur-Orge (prononcé [epinɛ syʁ ɔʁʒ] ) est une commune française de la vallée de l'Orge, située à vingt et un kilomètres au sud de Paris dans le département de l’Essonne en région Île-de-France.
Site de peuplement préhistorique et gallo-romain à la confluence de l’Orge et de l’Yvette, possession de la puissante abbaye de Saint-Germain-des-Prés du VIIIe au XVIe siècle puis de parlementaires parisiens, un temps préservée de l’urbanisation par la propriété d’un quart de son territoire par la famille Carafa, équipée dès 1843 et 1889 d’une puis deux gares ferroviaires, la commune connut à partir des années 1920 une succession de lotissements pavillonnaires lui donnant sa physionomie actuelle typiquement banlieusarde à mi-chemin entre ville et campagne avec sa plaine agricole.

## Géographie

### Situation
Épinay-sur-Orge est située dans la région Île-de-France, au nord du département de l’Essonne totalement intégré à l’agglomération parisienne, dans l’ancien pays et aujourd’hui région naturelle du Hurepoix.
Ville située entre entre urbanisation dense et ruralité, Épinay-sur-Orge est implantée à vingt et un kilomètres au sud-ouest de Paris-Notre-Dame, à dix kilomètres au nord-ouest d’Évry, cinq kilomètres au nord-est de Montlhéry, onze kilomètres au nord-est d’Arpajon, treize kilomètres au nord-ouest de Corbeil-Essonnes, vingt-et-un kilomètres au nord de La Ferté-Alais, vingt-huit kilomètres au nord-est de Dourdan, trente kilomètres au nord-est d’Étampes et trente-deux kilomètres au nord-ouest de Milly-la-Forêt.
Elle est par ailleurs située à quatorze kilomètres au sud-ouest de son homonyme essonnienne Épinay-sous-Sénart, à trente-deux kilomètres au sud d’Épinay-sur-Seine en Seine-Saint-Denis, à quarante-six kilomètres au sud d’Épinay-Champlâtreux dans le Val-d'Oise et à cent vingt-huit kilomètres au sud-est d’Épinay dans l’Eure.

### Communes limitrophes
La commune d’Épinay-sur-Orge est limitrophe au nord-ouest et au nord du chef-lieu de canton Longjumeau, qui se touchent au lieu-dit L'Engelthal pour partie marquée par le chemin de la Chevauchée et qui se poursuit dans la plaine de Sillery et le bois des Templiers, au nord-est et à l’est se trouve Savigny-sur-Orge, séparée par l’autoroute A6, la rue de Charaintru, la rue de Grand Vaux et la rue des Rossays, au sud-est l’Orge marque la frontière avec Villemoisson-sur-Orge comme au sud avec Sainte-Geneviève-des-Bois, au sud-ouest, les rues Gabriel Péri, Pierre Médéric et de Montlhéry matérialisent la limite avec Villiers-sur-Orge, à l’ouest, Ballainvilliers est séparée par le chemin de Ballainvilliers à Villiers et le chemin de la Grange du Breuil.

### Relief et géologie

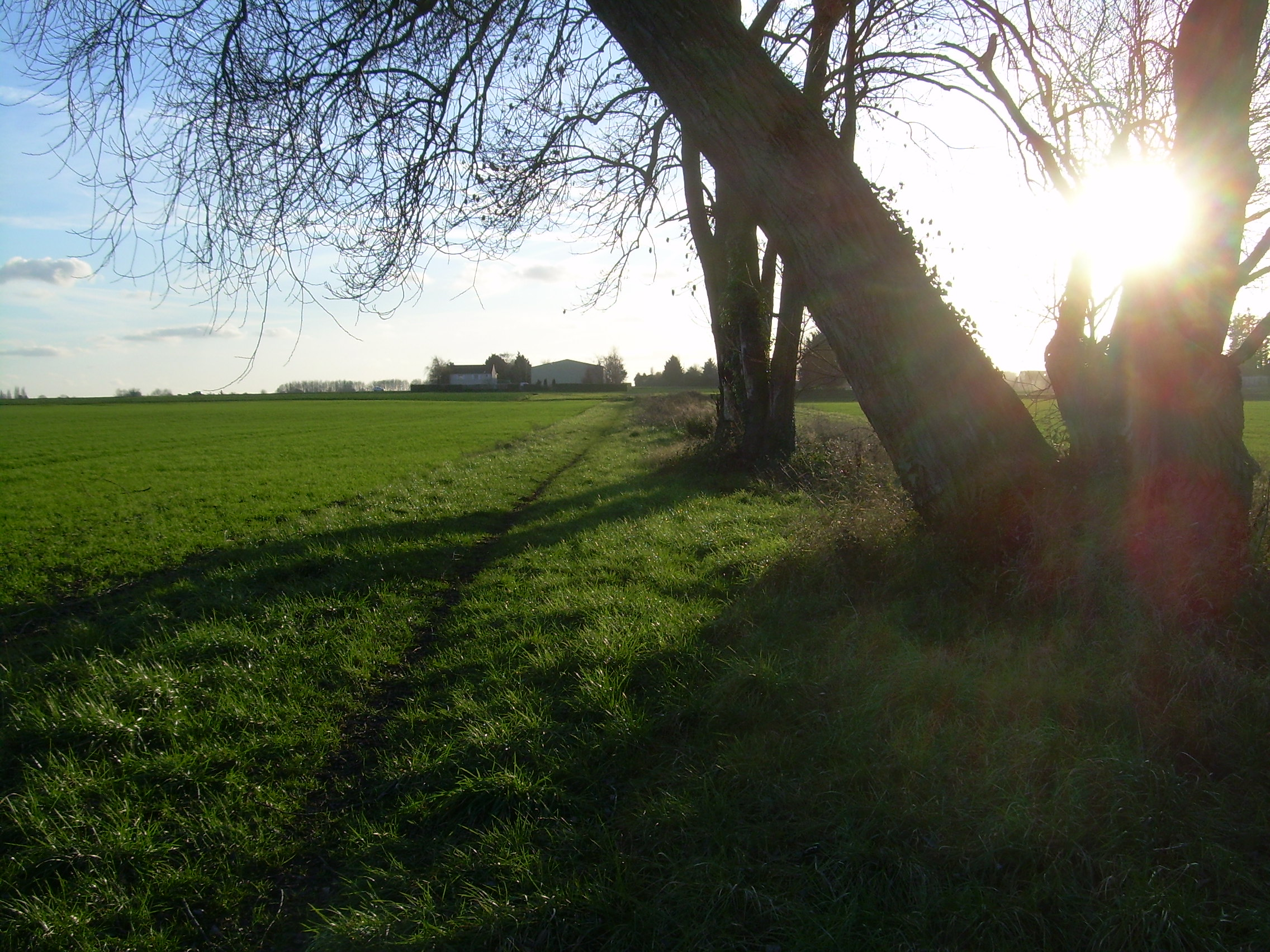
La plaine agricole de la Grange du Breuil

Le territoire communal forme approximativement un trapèze inversé long de quatre kilomètres du nord au sud et large de deux kilomètres d’ouest en est, totalisant quatre cent quarante quatre hectares.
Le territoire d’Épinay-sur-Orge est implanté sur les coteaux de deux vallées, celle de l’Yvette au nord et celle de l’Orge à l’est. Le territoire s’étage entre une altitude maximale de quatre-vingt-neuf mètres au sud-ouest sur la plaine agricole de la Grange du Breuil à proximité des frontières avec Ballainvilliers et Villiers-sur-Orge et une altitude minimale de trente-six mètres à l’est à la confluence entre l’Yvette et l’Orge près de Villemoisson-sur-Orge,, points extrêmes distants de trois kilomètres.
Le centre-ville est implanté à une altitude moyenne de quatre-vingt mètres et la gare principale est en contrebas à cinquante mètres d’altitude.
Située dans le Bassin parisien, la commune est implantée sur un sous-sol composé de couches de sable et de meulière, de marne, gypse et calcaire. La toponymie locale marque cette topographie avec les quartiers appelés « la Terrasse » au nord, « Petit Vaux » à l’est et « les Sablons » au sud.

### Hydrographie

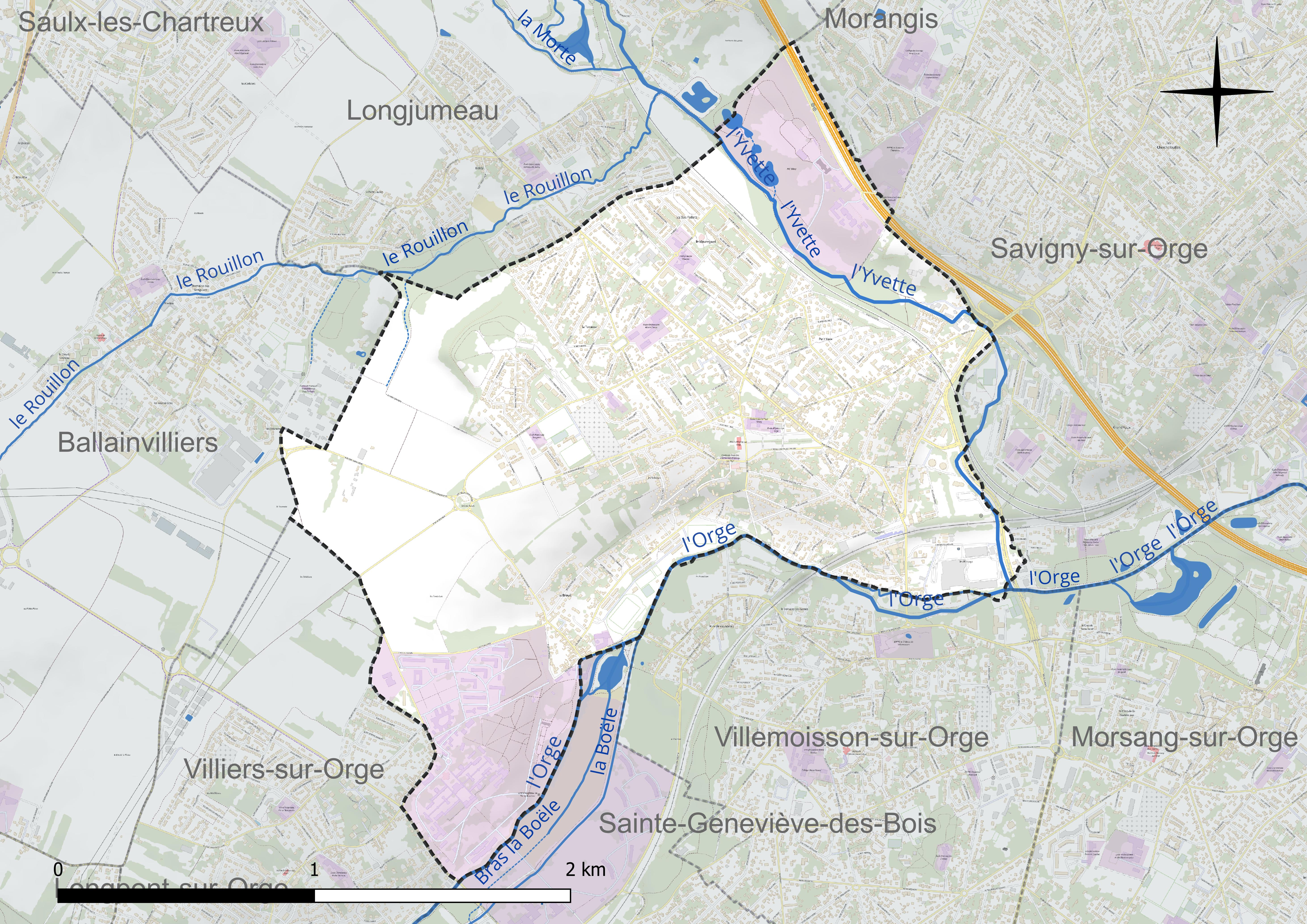
Carte hydrographique de la commune.

Le territoire de la commune est arrosé par trois rivières : à l’extrémité nord coule d’ouest en est l’Yvette sur deux kilomètres jusqu’à sa confluence avec l’Orge qui coule du sud au nord sur la frontière est de la commune, parcourant trois kilomètres. À proximité des Rossay, elle forme un second bras naturel pour juste avant sa sortie du territoire, en amont sur les terrains d’alluvion du Breuil, plusieurs bras et étangs sont formés et grossis par le ruisseau la Boële dans la commune voisine de Villemoisson-sur-Orge.
L’Yvette alimente elle aussi deux étangs dans la plaine de Sillery à la frontière avec Longjumeau. le Rouillon coule au Nord-Ouest de la ville dans le bois des Templiers à l'extrémité du chemin de la Grange du Breuil sur quelques mètres.
Un autre cours d'eau, le ruisseau de la Grange du Breuil prend sa source sur la plaine de la Croix Ronde, en bordure du terrain d’aéromodélisme où se trouvait l'emplacement de l'ancienne ferme de la Grange du Breuil bâtie au XIIe siècle, pour se jeter cinq cents mètres plus loin dans le Rouillon.
Une station hydrométrique est implantée depuis 1972 dans le quartier du Breuil sur le cours principal de l’Orge.

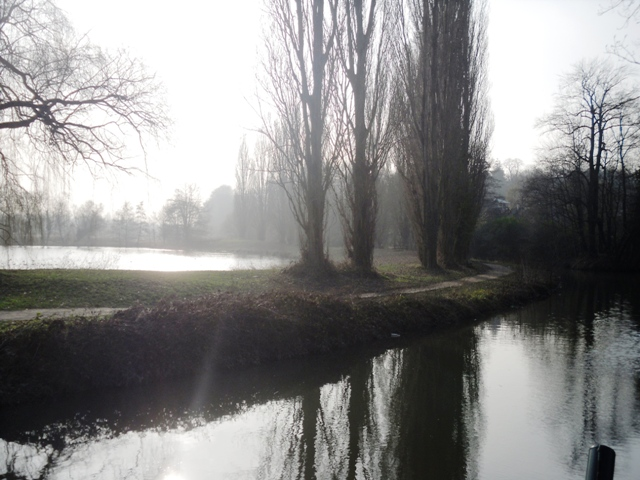
L'Orge et l’étang du Breuil.
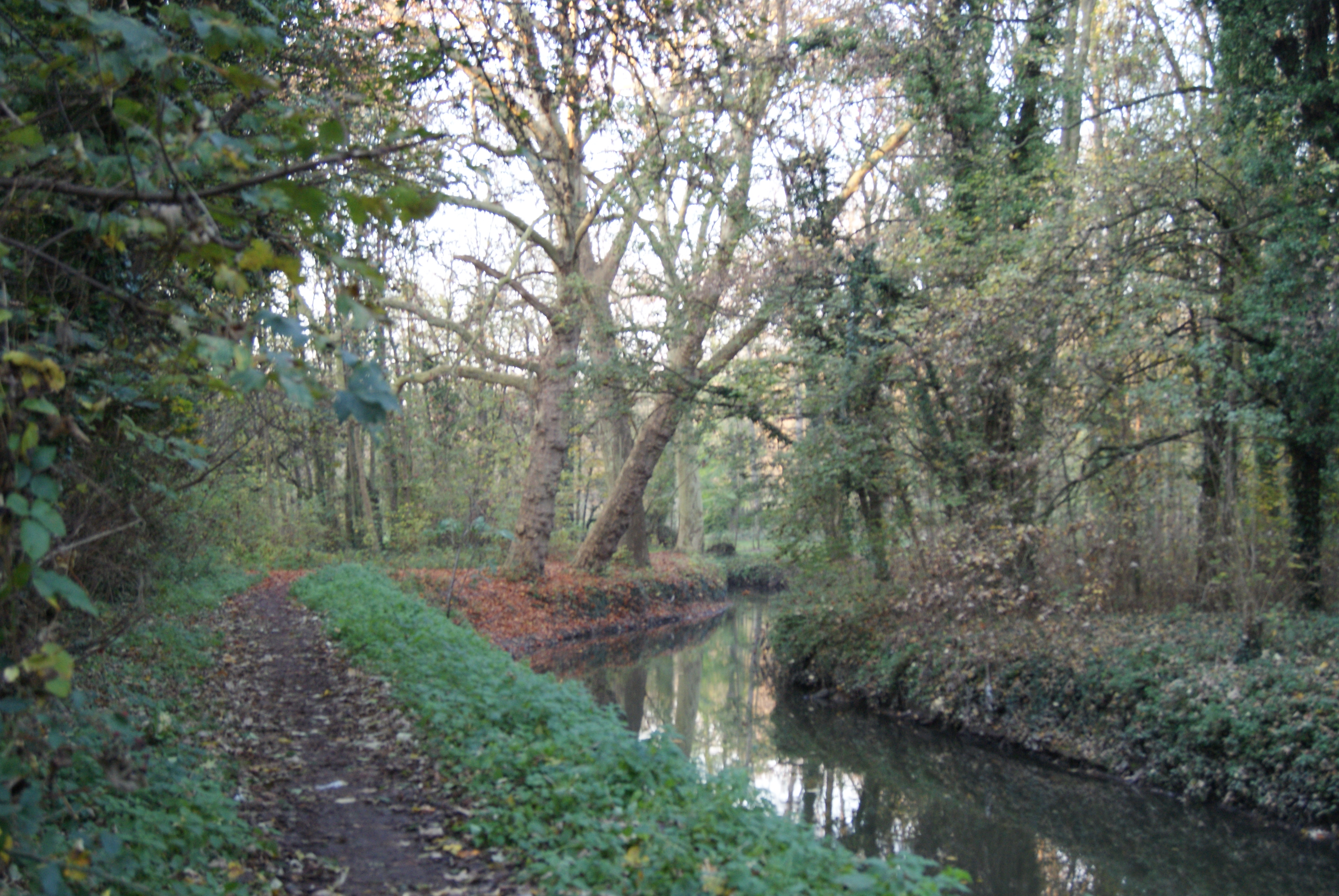
L'Yvette à Sillery.
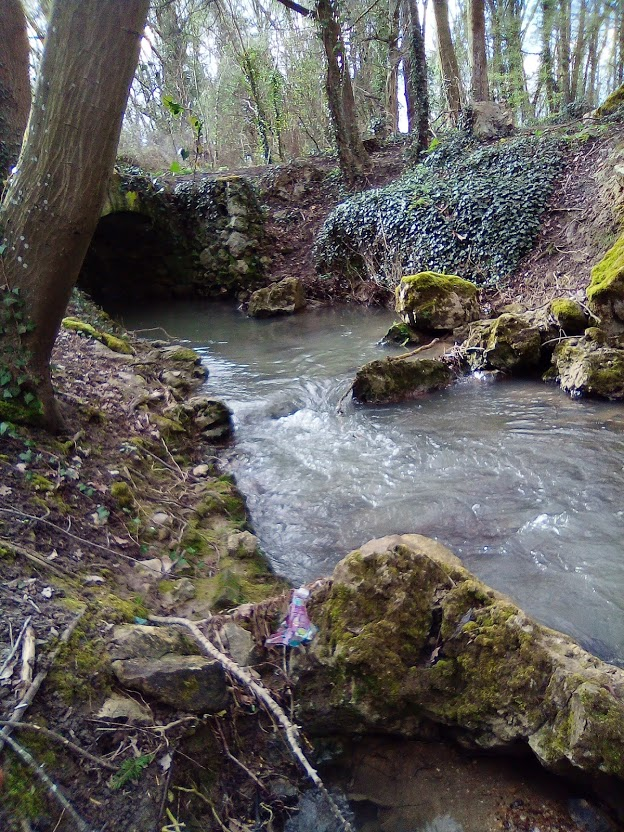
Le Rouillon à Épinay-sur-Orge.
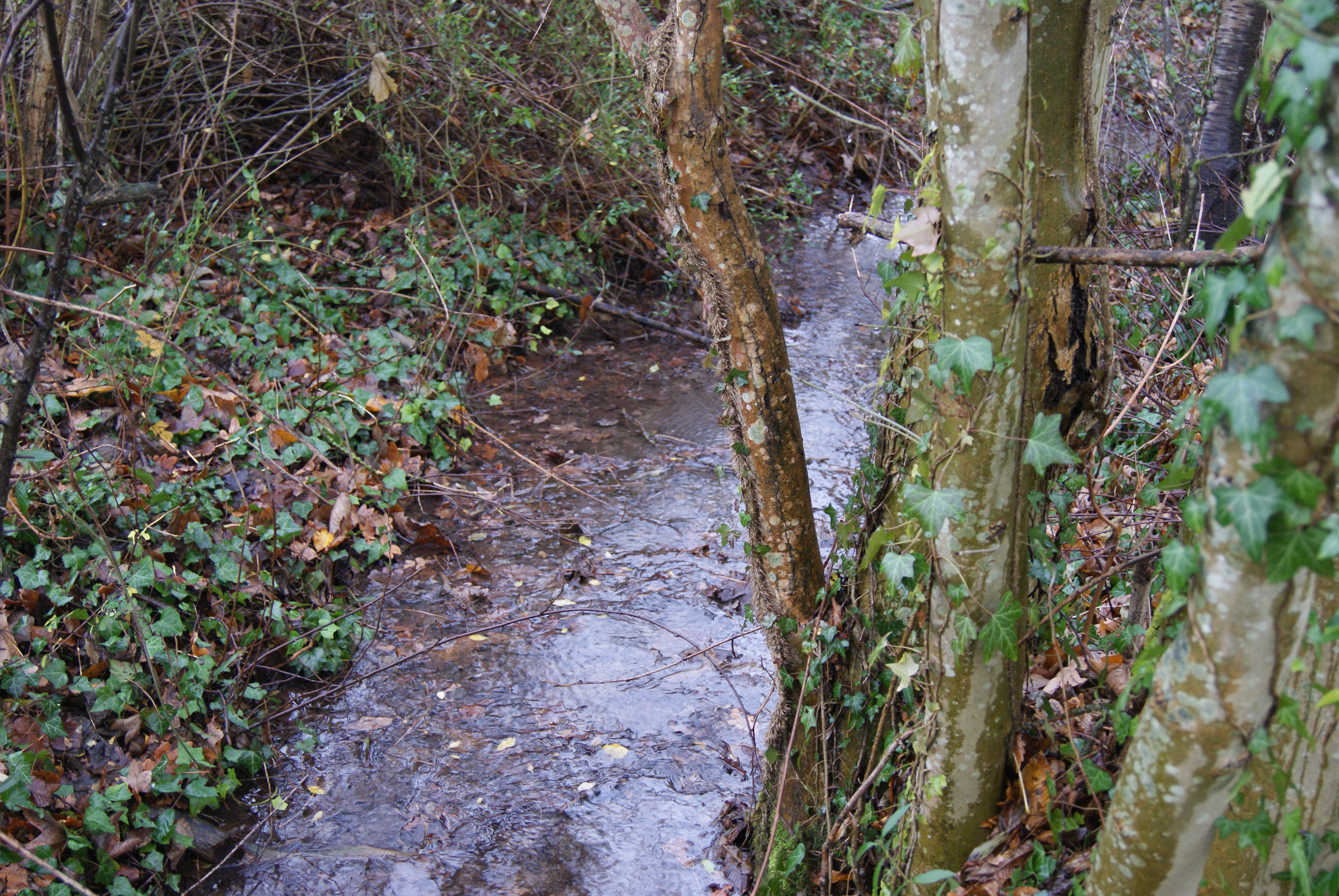
Le ruisseau de la Grange du Breuil.

### Climat
Pour des articles plus généraux, voir Climat de l'Île-de-France et Climat de l'Essonne.
En 2010, le climat de la commune est de type climat océanique dégradé des plaines du Centre et du Nord, selon une étude du CNRS s'appuyant sur une série de données couvrant la période 1971-2000. En 2020, Météo-France publie une typologie des climats de la France métropolitaine dans laquelle la commune est exposée à un climat océanique altéré et est dans la région climatique Sud-ouest du bassin Parisien, caractérisée par une faible pluviométrie, notamment au printemps (120 à 150 mm) et un hiver froid (3,5 °C).
Pour la période 1971-2000, la température annuelle moyenne est de 11,8 °C, avec une amplitude thermique annuelle de 15,5 °C. Le cumul annuel moyen de précipitations est de 674 mm, avec 10,8 jours de précipitations en janvier et 7,8 jours en juillet. Pour la période 1991-2020, la température moyenne annuelle observée sur la station météorologique installée dans la commune est de 11,5 °C et le cumul annuel moyen de précipitations est de 694,4 mm,. Pour l'avenir, les paramètres climatiques de la commune estimés pour 2050 selon différents scénarios d'émission de gaz à effet de serre sont consultables sur un site dédié publié par Météo-France en novembre 2022.
| Mois                                  | jan.             | fév.             | mars          | avril           | mai             | juin         | jui.           | août           | sep.            | oct.            | nov.             | déc.           | année      |
| ------------------------------------- | ---------------- | ---------------- | ------------- | --------------- | --------------- | ------------ | -------------- | -------------- | --------------- | --------------- | ---------------- | -------------- | ---------- |
| Température minimale moyenne (°C)     | 1,2              | 1,2              | 3,3           | 4,9             | 9,1             | 11,9         | 13,9           | 14,1           | 10,2            | 7,2             | 3,7              | 2,1            | 6,9        |
| Température moyenne (°C)              | 4,2              | 4,9              | 8,2           | 10,2            | 14,5            | 17,6         | 19,7           | 20,1           | 15,4            | 11,5            | 7,1              | 4,8            | 11,5       |
| Température maximale moyenne (°C)     | 7,2              | 8,8              | 13,1          | 15,6            | 20              | 23,2         | 25,5           | 26,2           | 20,7            | 15,8            | 10,5             | 7,5            | 16,2       |
| Record de froid (°C) date du record   | −17,5 17.01.1985 | −12,5 07.02.1991 | −8 08.03.1971 | −4 11.04.03     | −0,3 03.05.1967 | 1 04.06.1991 | 5,4 04.07.1984 | 4,5 31.08.1986 | 1,5 30.09.02    | −3,5 30.10.1985 | −10,5 24.11.1998 | −12 31.12.1970 | −17,5 1985 |
| Record de chaleur (°C) date du record | 17,2 30.01.1973  | 21 24.02.1990    | 26 29.03.1989 | 28,5 30.04.1994 | 30,5 13.05.1998 | 36 26.06.01  | 37 21.07.1995  | 40,5 12.08.03  | 32,8 05.09.1973 | 29,5 01.10.1985 | 24,5 15.11.1971  | 17 21.12.1973  | 40,5 2003  |
| Précipitations (mm)                   | 57,5             | 50,8             | 51,4          | 48,6            | 64,2            | 57,1         | 55,9           | 65             | 49,8            | 59,7            | 61,3             | 73,1           | 694,4      |

### Milieux naturels et biodiversité
Le parc du domaine de Sillery, aménagé à l'origine en 1837 par Louis-Sulpice Varé, et remanié de 1861 à 1867, puis dans les années 1880 est inscrit aux monuments historiques.
Plusieurs autres espaces verts sont répartis dans la commune dont le parc de la mairie en centre-ville, l'esplanade, plusieurs squares dont la place Gabriel-Péri ainsi que deux parcs, le parc des Templiers situé au nord de la commune et le parc de Petit-Vaux à l'est. Le parc des Templiers dispose d'une association de train miniature à passagers en voie de 7" 1/4 (184 mm) permettant de transporter bénévolement petits et grands sur un circuit de 400 mètres. L'association du Petit train des templiers est ouverte certain dimanche de mars à novembre.
Un rucher municipal a été implanté au parc des Templiers en collaboration avec le conseil municipal des enfants en 2011. Il a été déplacé au cimetière communal. Il est composé de trois ruches gérées par l'association locale "les Abeilles d'Epinay".
La ville a reçu le Label Apicité "Deux Abeilles-Démarche remarquable" décerné par l’Union nationale de l'apiculture française.
Sur le territoire communal, le conseil général de l’Essonne a classé au titre des espaces naturels sensibles les parcs de Sillery et de Perray-Vaucluse, les abords de l’Yvette ainsi que la plaine agricole à l’ouest.
La commune est traversée depuis 1990 par le Sentier de grande randonnée de pays (GRP) de la ceinture verte d'Île-de-France qui passe par la gare et continue au nord le long de l'Yvette et au sud vers la vallée de l'Orge.
Le Sentier de randonnée (PR) des "Trois Rivières" fait le tour de la commune en passant par les trois rivières qui bordent la ville, la campagne, les bois et plusieurs points caractéristiques du village .

## Urbanisme

### Typologie
Au 1er janvier 2024, Épinay-sur-Orge est catégorisée grand centre urbain, selon la nouvelle grille communale de densité à sept niveaux définie par l'Insee en 2022.
Elle appartient à l'unité urbaine de Paris, une agglomération inter-départementale regroupant 407  communes, dont elle est une commune de la banlieue,,. Par ailleurs la commune fait partie de l'aire d'attraction de Paris, dont elle est une commune du pôle principal,. Cette aire regroupe 1 929 communes,.

### Occupation des sols
| Type d’occupation           | Pourcentage | Superficie (en hectares) |
| --------------------------- | ----------- | ------------------------ |
| Espace urbain construit     | 53,9 %      | 234,30                   |
| Espace urbain non construit | 14,0 %      | 60,88                    |
| Espace rural                | 32,1 %      | 139,81                   |
| Source : Iaurif-MOS 2008    |             |                          |

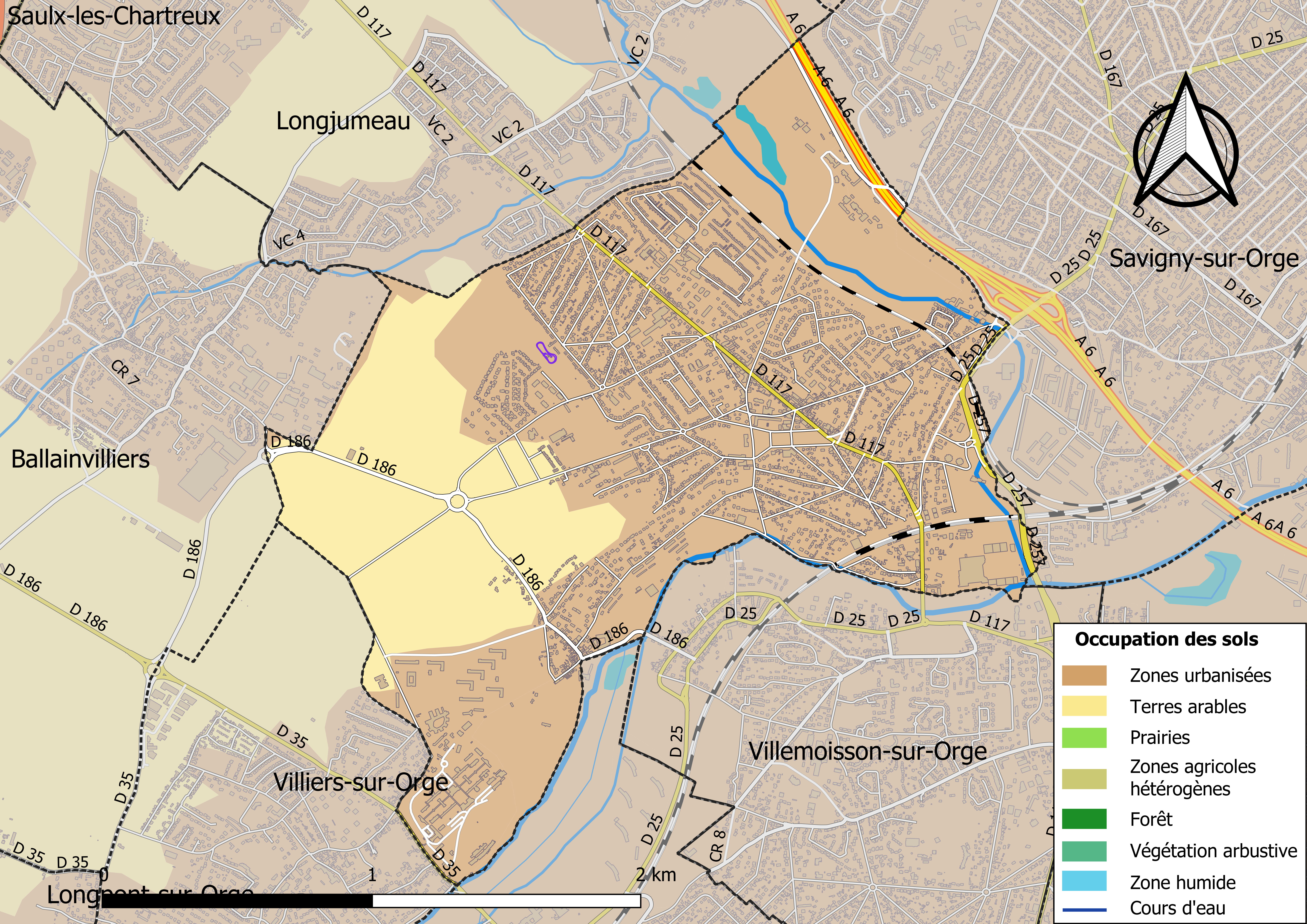
Carte des infrastructures et de l'occupation des sols de la commune en 2018 (CLC).

Un peu plus de la moitié de ce territoire était en 2008 urbanisé et construit, laissant 32 % d’espaces à caractère rural, principalement des espaces agricoles au sud-ouest et des espaces boisés à l’ouest et au nord-ouest.

### Lieux-dits, écarts et quartiers
Le territoire d’Épinay-sur-Orge est aujourd’hui composé de plusieurs ensembles urbains dont un centre-ville à proximité du quartier de la gare, aussi appelé les Rossays au nord de la Grande Rue se trouvent les quartiers de Petit-Vaux et Mauregard et le lieu-dit Sillery, au sud à la frontière avec Longjumeau et le bois des Templiers se trouve le quartier de la Terrasse, en arrière de l’hôtel de ville, surplombant la vallée de l'Orge est implanté le quartier des Sablons et plus au sud à la limite avec Villiers-sur-Orge le quartier du Breuil.
Au sud-ouest, dans les terres cultivées subsistent des lieux-dits tels la Croix-Ronde, les Froids Culs et la Tournelle, partagé avec le village de Ballainvilliers. S’ajoutent le lotissement des Templiers et le futur programme de la Croix-Ronde.

### Habitat et logement
En 2021, le nombre total de logements dans la commune était de 4 663, alors qu'il était de 4 459 en 2016 et de 4 088 en 2011.
Parmi ces logements, 91 % étaient des résidences principales, 1,8 % des résidences secondaires et 7,2 % des logements vacants. Ces logements étaient pour 59,9 % d'entre eux des maisons individuelles et pour 39,3 % des appartements.
Le tableau ci-dessous présente la typologie des logements à Épinay-sur-Orge en 2021 en comparaison avec celle de l'Essonne et de la France entière. Une caractéristique marquante du parc de logements est ainsi la faible proportion des résidences secondaires et logements occasionnels (1,8 %) par rapport au département (1,9 %) et à la France entière (9,7 %).
| Typologie                                               | Épinay-sur-Orge | Essonne | France entière |
| ------------------------------------------------------- | --------------- | ------- | -------------- |
| Résidences principales (en %)                           | 91              | 91      | 82,2           |
| Résidences secondaires et logements occasionnels (en %) | 1,8             | 1,9     | 9,7            |
| Logements vacants (en %)                                | 7,2             | 7,2     | 8,1            |

La commune ne respecte pas les obligations qui lui sont faites par l'article 55 de la loi SRU de disposer d'au moins 25 % de son parc de résidences principales constituées de logements sociaux. Toutefois, elle a engagé un important- effort de réalisation de logements sociaux avec 655 logements en 2016 : le taux est ainsi passé de 9,26 % à 11,89 % en 2014 et 15,19 % en 2019.

### Voies de communication et transports

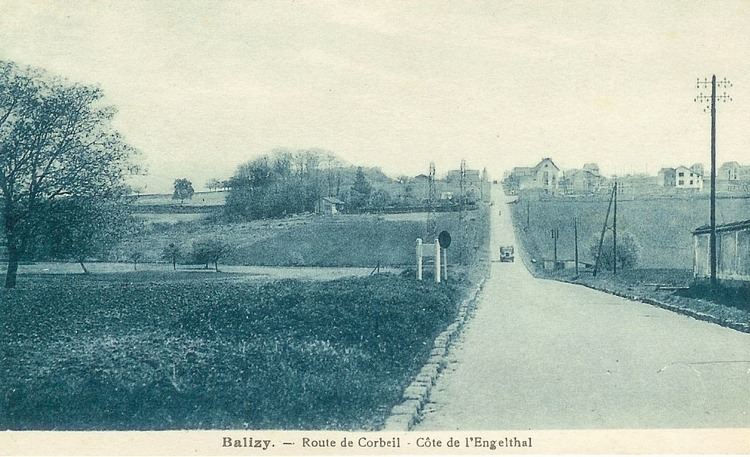
La cote de l'engelthal sur la départementale 117

#### Transports routiers
Suivant les cours d'eau, plusieurs voies de communication desservent la commune : 
À l’extrême nord se trouve l’autoroute A6 accessible directement par l’échangeur autoroutier no 6 accédant sur la limite est de la commune à la route départementale 257, elle-même reliée à la route départementale 117 qui traverse le territoire d’ouest en est en suivant la vallée de l’Yvette. À l'ouest passe aussi la route départementale 186 menant à l’ancienne route nationale 20.

#### Transports collectifs
À l’est du territoire passe dans la vallée de l'Orge l’ancienne ligne Paris-Bordeaux aujourd’hui empruntée par les trains de la ligne C du RER d'Île-de-France et sur laquelle est implantée la gare d'Épinay-sur-Orge en centre-ville.
Quelques centaines de mètres en aval, elle est rejointe par la ligne de Grande Ceinture qui traverse le territoire communal au nord dans la vallée de l'Yvette, sur laquelle est implantée la gare de Petit Vaux, desservie par des tram-trains de la relation Massy-Palaiseau - Évry-Courcouronnes  de la ligne 12 du tramway d'Île-de-France.

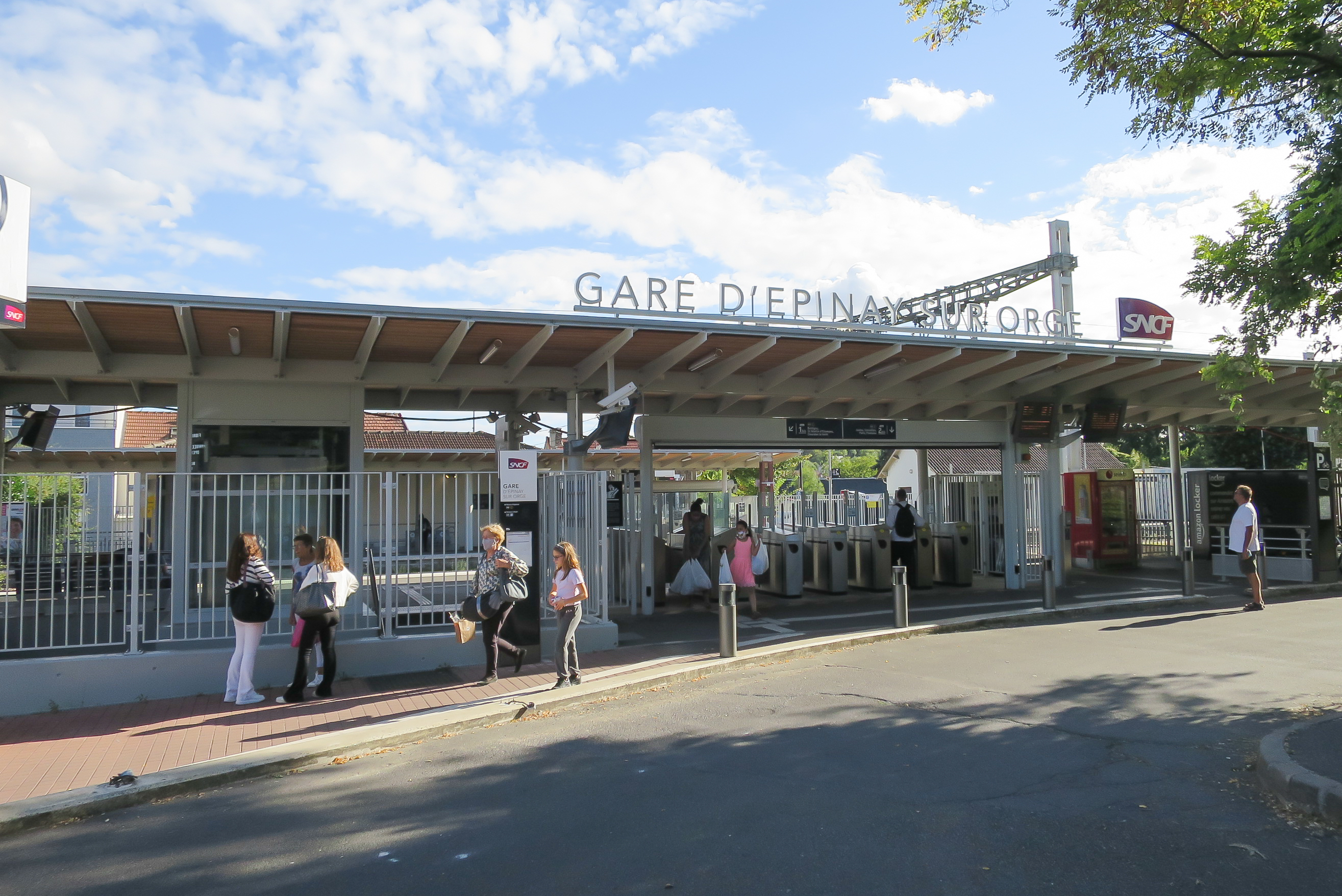
La gare d’Épinay-sur-Orge.
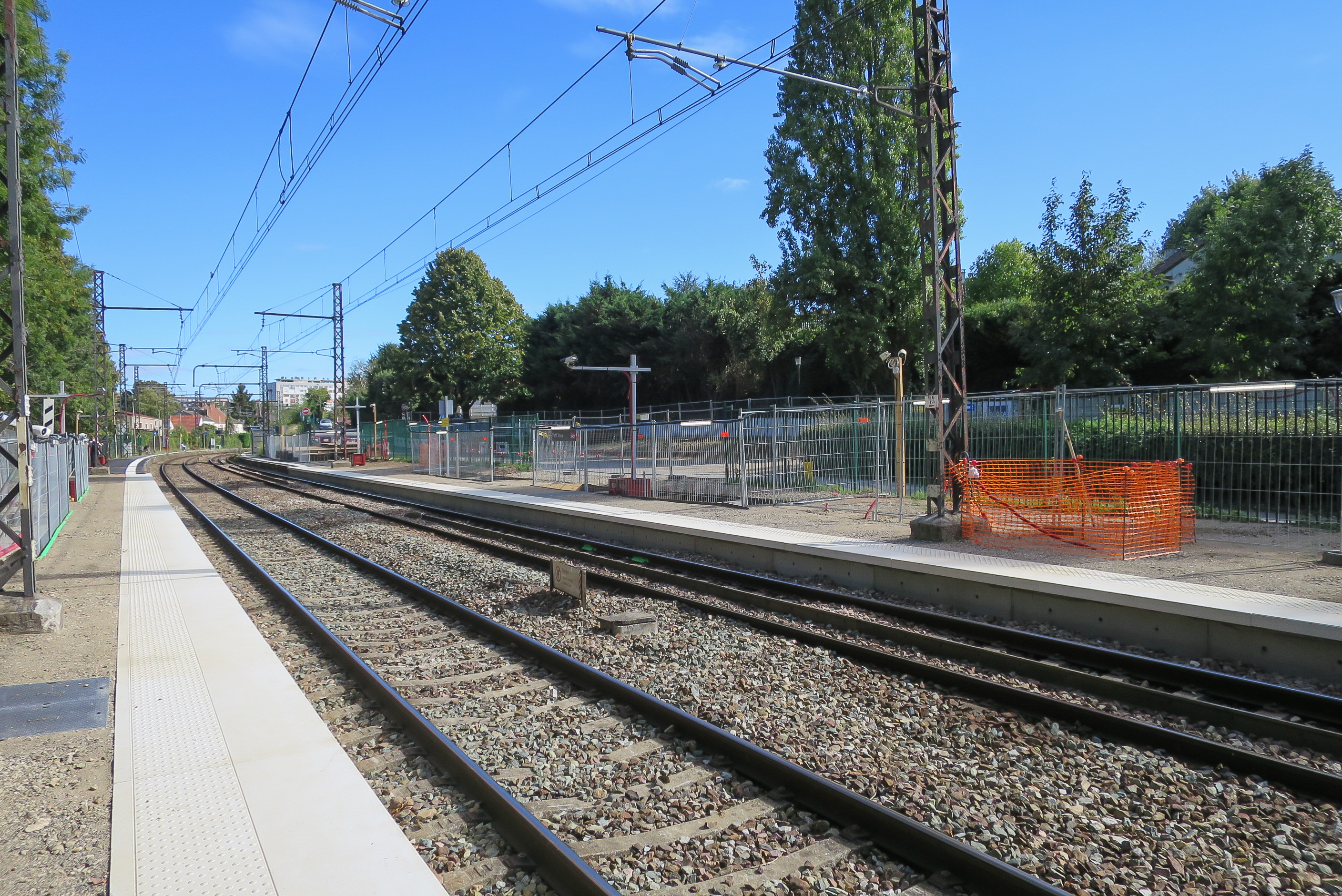
La gare de Petit Vaux (en travaux).

Plusieurs lignes de réseaux d'autobus organisés par Île-de-France Mobilités desservent également la commune :
- les lignes 17, 114 et 116 du réseau de bus Paris-Saclay ;
- Les lignes H et Q de la navette gratuite du réseau de bus Paris-Saclay, qui circule du lundi au samedi et jours fériés (sauf le 1er mai)pendant les heures creuses ;
- les lignes 15, 107, 108 et 4584 du réseau de bus Cœur d'Essonne ;
- la ligne N131 du réseau Noctilien ;
- la ligne 385 du réseau RATP ;
- la ligne 420 et DM7S du réseau de bus Évry Centre Essonne ;
- la ligne Cœur d'Essonne 2 et du réseau de Transport à la demande d'Île-de-France.

L'aéroport Paris-Orly est accessible par l'autoroute A6, il est situé à six kilomètres au nord-est. L'aéroport Paris-Charles-de-Gaulle est lui implanté à quarante-et-un kilomètres au nord-est. L'aviation d'affaires est généralement accessible depuis l'aéroport de Toussus-le-Noble placé à dix-huit kilomètres au nord-ouest.

## Toponymie
La localité est attestée sous les noms de Spinogilum en 637, Espinolium en 1136, Espinolium subtus Atyes, Spinetum ad Urbiam.
Attesté sous la forme in Spinogilo début IXe siècle,. Albert Dauzat et Charles Rostaing expliquent cet archétype toponymique fréquent par le terme roman epinay signifiant « lieu planté d’(arbres à) épines ». On disait en ancien français un espinay, comme on disait un chesnay, un saussay, etc. Pour eux, les Épinay (cf. Épinay, Spinetum XIIe siècle) de la partie nord de la France et les Épinoy du Nord (cf. Épinoy, Spinetum 880) remontent tous au gallo-roman Spinetu, basé sur les deux éléments d’origine latine spina, épine et -etu(m) suffixe collectif servant à désigner un ensemble d’arbres appartenant à la même espèce. Ce suffixe explique les terminaisons -ey, -ay, (parfois -et, et -oy). Il est devenu féminin en français moderne -aie (Chênaie, Saulaie, etc.).
Cependant, pour Ernest Nègre, les différents Épinay d’Île-de-France et du Centre admettent une autre explication, d’après leurs formes anciennes latinisées. En effet, on y distingue une autre finale -gelo, -olium, -gilo qui renvoie à l’évidence aux noms en -ueil / -euil (Type Verneuil « clairière des aulnes »), issu de l’appellatif gaulois ialon signifiant clairière, défrichement, puis village. Xavier Delamarre souligne l’extension récente de cet appellatif en Gaule qui a bien pu se combiner avec un élément d’origine latine. Cependant, il est probable qu’il n’ait plus été compris au Haut Moyen Âge, d’où son remplacement par -ay. La commune fut créée en 1793 sous son nom actuel.

## Histoire

### Préhistoire et antiquité
Des traces d’occupation du site à l’époque préhistorique dont des armes et outils en silex et des vestiges gallo-romains retrouvés attestent d’une présence ancienne de groupe d’hommes sur le territoire. La première mention du lieu remonte au VIIIe siècle dans le livre terrier de l’abbaye de Saint-Germain-des-Prés dont dépendait la seigneurie puis au IXe siècle dans le polyptyque d’Irminon.

### Moyen Âge
Au XIIe siècle sont réunies dans le domaine de l’abbaye de Saint-Germain les seigneuries d’Épinay et du Breuil et construits la ferme, le moulin et l’hôtel homonymes mais certaines terres sont cédées à des seigneurs locaux tel le domaine de la Gilquinière acquis par Guillaume du Terme. La construction de l’église paroissiale est entamée au XIIIe siècle et sa décoration complétée au XIVe siècle.
Au XVe siècle, la seigneurie est vendue au magistrat du Parlement de Paris Barnabé Brisson. En 1423, les Anglais prirent le contrôle de la région. En 1458 est construite la chapelle Saint-Roch. En 1591, Barnabé Brisson fut exécuté et le domaine revient à l’abbaye.

### Temps modernes

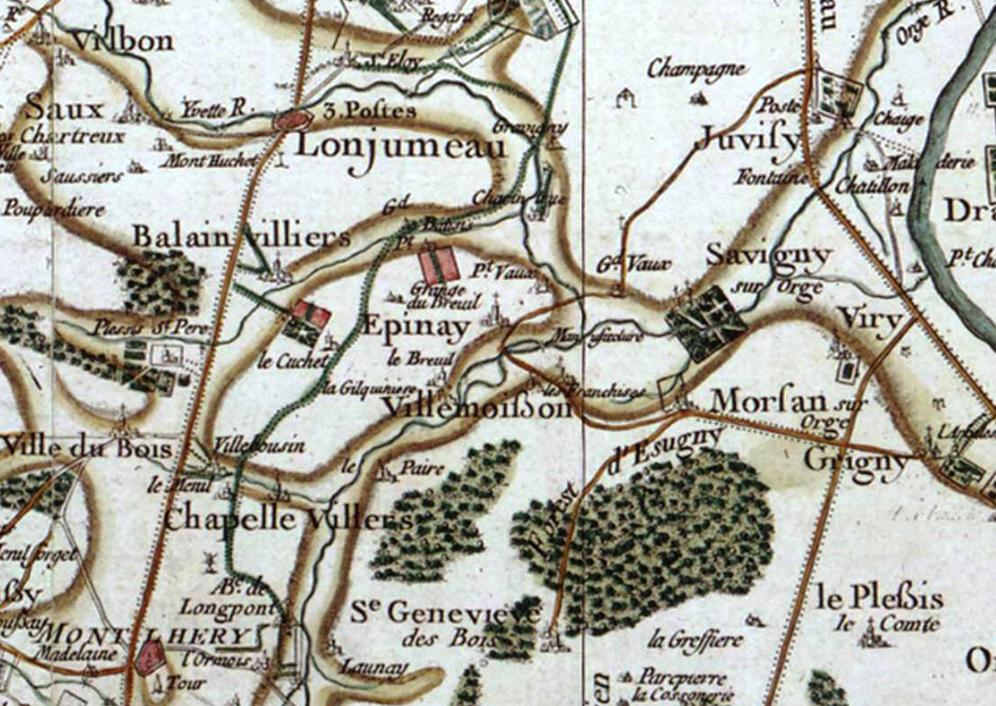
Carte de Cassini de la région d’Épinay (XVIIe siècle).

En 1522, le village est érigé en paroisse mais lors de la première guerre de religion en 1562, tous les bâtiments seigneuriaux et de ferme sont incendiés et détruits. L’abbaye perd alors ses privilèges sur le domaine. À cette époque est construite par l’abbé Penont une demeure bourgeoise surplombant l’église. Vers 1750, l’église est restaurée en agrandie.
Au XVIIIe siècle, Henri Cochin, avocat au Parlement de Paris, agrandit et enrichit la demeure seigneuriale pour en faire le château actuel.

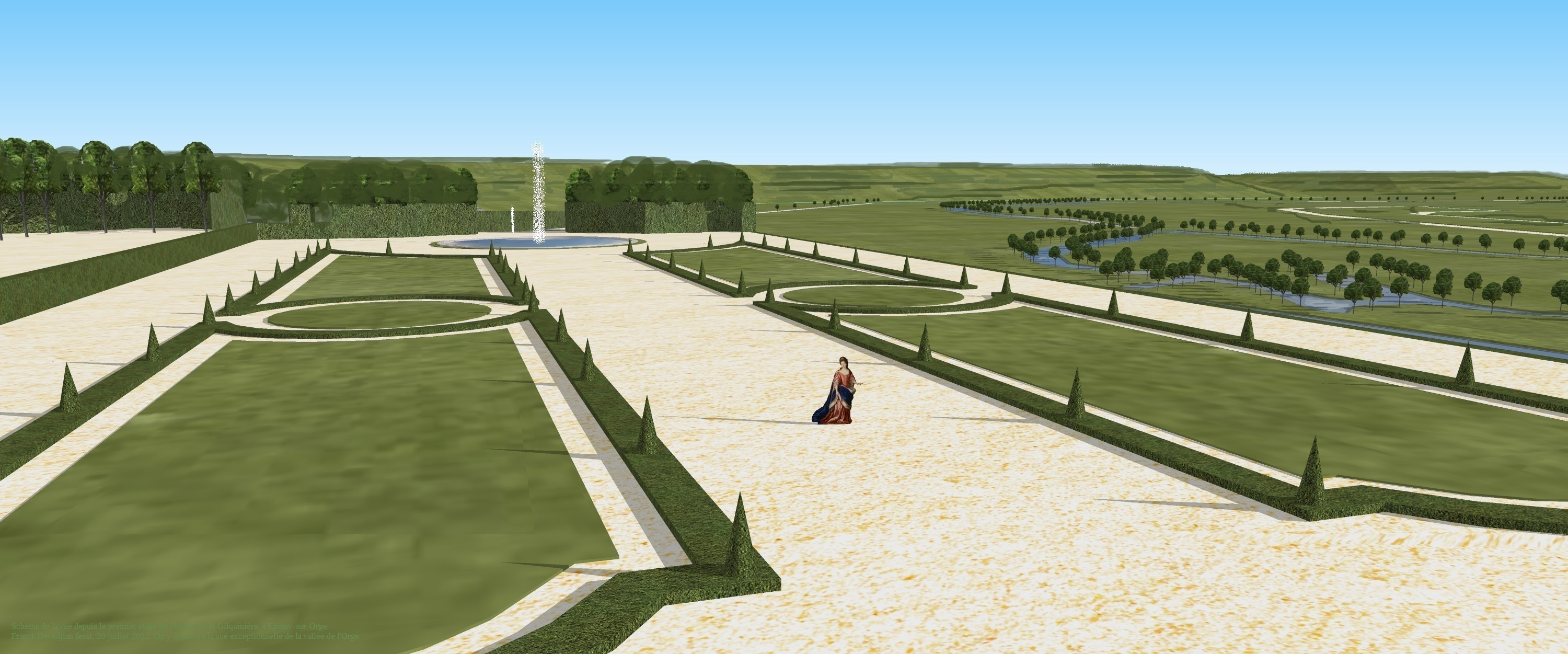
Restitution de la vue depuis le château de la Gilquinière, à Epinay-sur-Orge, XVIIIe siècle.

### Révolution française et Empire
En 1792, une salle communale est construite à proximité de l’église pour accueillir la mairie. À partir de 1800, l’urbanisation autour de la route de Corbeil déplace le centre ville vers l’est

### Époque contemporaine
En 1827, Louis-Pierre Javary, maire de la commune, fait construire un bâtiment pour accueillir la mairie, l’école et le presbytère.
En 1843, Épinay est une des premières communes à disposer sur son territoire d’une gare sur la ligne Paris - Orléans. En 1866, la duchesse de Carafa achète le château et fait fermer le parc de cent dix-sept hectares, accentuant le déplacement du centre-ville.
En 1869 fut inauguré l’asile de Vaucluse.
Pendant la guerre de 1870, quatre patriotes qui avaient pris les armes contre les Prussiens, sont fusillés sur le territoire de la commune. Un monument aux morts leur rend hommage dans le cimetière.
En 1889 est ouverte la gare de Petit Vaux de la commune sur la ligne de Grande Ceinture. Entre 1889 et 1905 sont construites les premières écoles.
En 1923, la propriété Carafa est cédée à la commune et le parc lotis, en 1927, la mairie est transférée dans le château. En 1933 est aménagé le lotissement de la Terrasse, puis, en 1938 ouvre le bureau de poste.

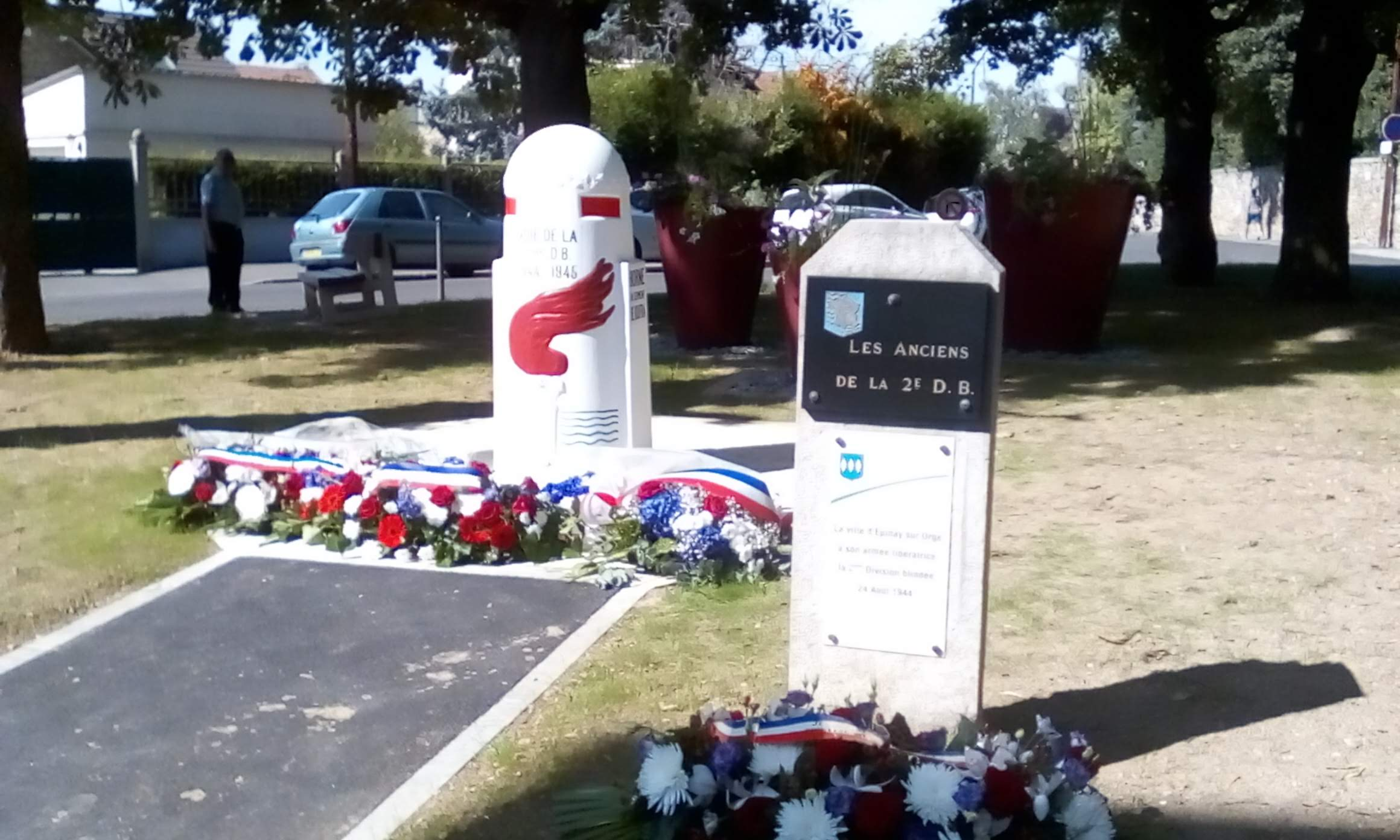
Borne d'Épinay de la Voie de la 2e DB

A la fin de la Seconde Guerre mondiale, lors des combats de la libération de la France, le 18 août 1944 une arche du pont du chemin de fer de la ligne Paris-Orléans est détruite. Le matin du 24 août 1944 le groupement Warabiot de la deuxième division blindée entre dans la ville vers 10 h 30 par la rue de Montlhéry (devenue rue de la Division-Leclerc en 1945) en provenance de la route nationale 20 progressant vers Savigny-sur-Orge qu’ils abordent par le Chemin des Meuniers. Le point de résistance allemande de Longjumeau-Épinay fut contourné par les hommes de Leclerc ainsi que par la quatrième division d’infanterie américaine. Ils purent, guidés par des habitants, continuer leur marche sur Paris. Une carte au mémorial du maréchal Leclerc à la gare de Paris-Montparnasse rappelle ces combats et cite la ville comme point de passage de la division. Une borne de la Voie de la 2e DB se trouve place du 8 mai au bout de la rue de la division Leclerc.
Après la guerre, l’urbanisation se fait au coup par coup entre les deux gares, elle s’étend autour de la grande rue avec toute une série de lotissements : les Castors (1952), la Terrasse (1954-55), les Morelles (1958), les Bas-Follets (1960), le Mauregard (1962), l’Orme Quesneau (1967), les Hauts-Graviers (1980), le Week-end (1984) et les Templiers (1990).
Dans les années 60, le petit bois de Balisy situé où se trouve le parc actuel des Templiers, a été rasé pour y exploiter une carriere de sable.
En février 2025, une adolescente de 11 ans, est assassinée à la sortie de son collège d'Épinay-sur-Orge, ce qui provoque une couverture médiatique nationale.

## Politique et administration

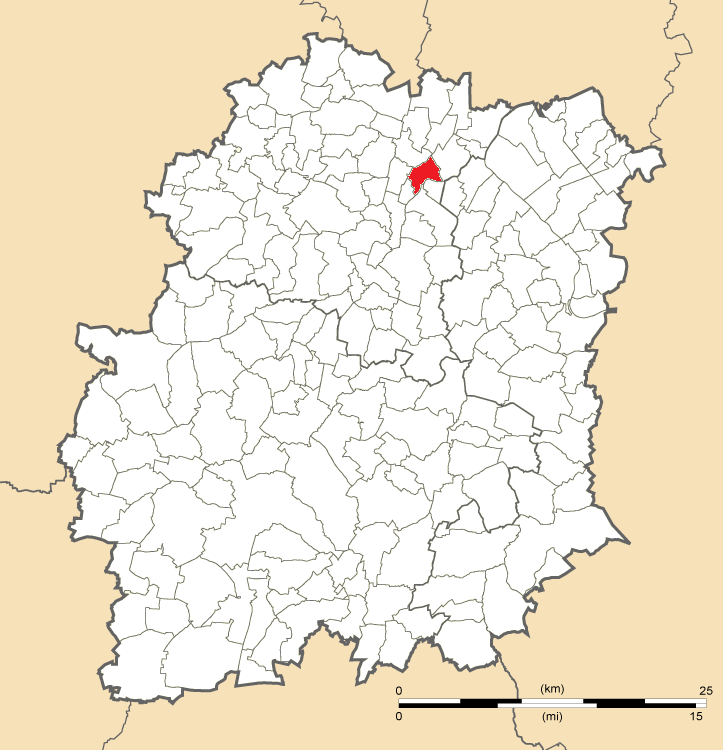
Position d’Épinay-sur-Orge en Essonne.

### Rattachements administratifs et électoraux

#### Rattachements administratifs
Antérieurement à la loi du 10 juillet 1964, la commune faisait partie du département de Seine-et-Oise. La réorganisation de la région parisienne en 1964 fit que la commune appartient désormais au département de l'Essonne et à son arrondissement de Palaiseau, après un transfert administratif effectif au 1er janvier 1968.
Elle faisait partie, de 1801 à 1964, du canton de Longjumeau de Seine-et-Oise, puis, de 1964 à 1967, du canton de Savigny-sur-Orge. Lors de la mise en place du département de l'Essonne, elle intègre le canton de Sainte-Geneviève-des-Bois, puis, en 1975, intègre à nouveau le canton de Longjumeau, mais dont la composition diffère profondément de celle de l'ancien canton. Dans le cadre du redécoupage cantonal de 2014 en France, cette circonscription administrative territoriale a disparu, et le canton n'est plus qu'une circonscription électorale.
Entre novembre 2005 et janvier 2014, la commune est intégrée au programme de l’Opération d'Intérêt National de Massy - Palaiseau - Saclay - Versailles - Saint-Quentin-en-Yvelines. En janvier 2014, celui-ci devient l'Opération d'Intérêt National Paris-Saclay et passe de 49 à 28 communes, la commune n'en fait alors plus partie.

#### Rattachements électoraux
Pour les élections départementales, la commune fait partie depuis 2014 d'un nouveau canton de Palaiseau porté de 4 à 8 communes.
Pour l'élection des députés, elle fait partie de la quatrième circonscription de l'Essonne ..

### Intercommunalité
Épinay-sur-Orge était membre fondateur de la communauté d'agglomération Europ'Essonne, un établissement public de coopération intercommunale (EPCI) à fiscalité propre créé fin 2006 et auquel la commune avait transféré un certain nombre de ses compétences, dans les conditions déterminées par le code général des collectivités territoriales.
Dans le cadre des prescriptions de la Loi de modernisation de l'action publique territoriale et d'affirmation des métropoles (loi MAPTAM) du 27 janvier 2014, qui prévoit la création d'intercommunalités de grande taille dans la seconde couronne parisienne, cette intercommunalité fusionne avec la communauté d'agglomération du Plateau de Saclay (plus les communes de Verrières-le-Buisson et Wissous, antérieurement membres de la communauté d'agglomération des Hauts-de-Bièvre), pour former, le 1er janvier 2016, la communauté d'agglomération Paris-Saclay, dont la commune est désormais membre.

### Tendances et résultats politiques

#### Élections présidentielles
Résultats des deuxièmes tours 
- Élection présidentielle de 2002 : 86,45 % pour Jacques Chirac (UMP), 13,55 % pour Jean-Marie Le Pen (FN), 79,69 % de participation[46].
- Élection présidentielle de 2007 : 54,95 % pour Nicolas Sarkozy (UMP), 45,05 % pour Ségolène Royal (PS), 86,16 % de participation[47].
- Élection présidentielle de 2012 : 50,74 % pour Nicolas Sarkozy (UMP), 49,26 % pour François Hollande (PS), 83,59 % de participation[48].
- Au premier tour de l' élection présidentielle de 2017, les quatre premiers candidats retenus par les électeurs de la commune sont : Emmanuel Macron (29,45 % des suffrages exprimés), François Fillon (19,99 %), Jean-Luc Mélenchon (18,28 %) et Marine Le Pen (14,64 %). 
Au second tour, le candidat élu Emmanuel Macron recueille 3 720 voix (74,74 %) et Marine Le Pen 1 257 voix (25,26 %), lors d'un scrutin où 22,88 % des électeurs se sont abstenus[49].
- Au premier tour de l' élection présidentielle de 2022, les quatre premiers candidats retenus par les électeurs de la commune sont : Emmanuel Macron (30,49 % des suffrages exprimés), Jean-Luc Mélenchon, 22,40 %), Marine Le Pen (16,24 %) et Éric Zemmour (7,69 %). 
Au second tour, le candidat élu Emmanuel Macron recueille 3 203 voix (67,99 %) et Marine Le Pen 1 508 voix (32,01 %) lors d'un scrutin où27,17 % des électeurs se sont abstenus[50].

#### Élections législatives
Résultats des deuxièmes tours
- Élections législatives de 2002 : 56,68 % pour Pierre-André Wiltzer (UMP), 43,32 % pour Marianne Louis (PS), 61,00 % de participation[51].
- Élections législatives de 2007 : 57,03 % pour Nathalie Kosciusko-Morizet (UMP), 42,97 % pour Olivier Thomas (PS), 59,55 % de participation[52].
- Élections législatives de 2012 : 53,54 % pour Nathalie Kosciusko-Morizet (UMP), 46,46 % pour Olivier Thomas (PS), 64,20 % de participation[53].
- Élections législatives de 2017 : 57,75 % pour Marie-Pierre Rixain (LREM), 42,25 % pour Agnès Evren (LR), 89,17 % de participation[53].

#### Élections européennes
Résultats des deux meilleurs scores 
- Élections européennes de 2004 : 25,79 % pour Harlem Désir (PS), 16,73 % pour Patrick Gaubert (UMP), 46,94 % de participation[54].
- Élections européennes de 2009 : 29,03 % pour Michel Barnier (UMP), 20,85 % pour Daniel Cohn-Bendit (Les Verts), 46,28 % de participation[55].
- Élections européennes de 2014 : 21,65 % pour Alain Lamassoure (UMP), 20,26 % pour Aymeric Chauprade (FN), 46,56 % de participation[56].
- Élections européennes de 2019 : 25,21 % pour Nathalie Loiseau (LREM-MoDem), 16,36 % pour Jordan Bardella (RN), 54,31 % de participation[57].

#### Élections régionales
Résultats des deux meilleurs scores 
- Élections régionales de 2004 : 48,56 % pour Jean-Paul Huchon (PS), 41,57 % pour Jean-François Copé (UMP), 66,78 % de participation[58].
- Élections régionales de 2010 : 54,92 % pour Jean-Paul Huchon (PS), 45,08 % pour Valérie Pécresse (UMP), 51,90 % de participation[59].
- Élections régionales de 2015 : 43,68 % pour Valérie Pécresse (LR-SL), 39,34 % pour Claude Bartolone (PS), 51,90 % de participation[60].

#### Élections cantonales et départementales
Résultats des deuxièmes tours 
- Élections cantonales de 2001 : données manquantes.
- Élections cantonales de 2008 : 59,19 % pour Marianne Duranton (UMP), 40,81 % pour Sofiane Belguerras (PS), 48,53 % de participation[61].
- Élections départementales de 2015 : 59,84 % pour Sandrine Gelot Rateau (LR), 40,16 % pour Mireille Cuniot-Ponsard (PS), 43,14 % de participation[61].

#### Élections municipales
Résultats des deuxièmes tours 
- Élections municipales de 2001 : 63,31 % pour Guy Malherbe (RPR), élu au premier tour, 36,69 % pour la liste DVG, 56,41 % de participation[62].
- Élections municipales de 2008 : 53,21 % pour Guy Malherbe (UMP), élu au premier tour, 31,80 % pour Vincent Gallet (DVG), 57,17 % de participation[63].
- Au second tour des élections municipales de 2014 dans l'Essonne, la liste DVD menée par le maire sortant Guy Malherbe obtient la majorité des suffrages exorimés, avec 2 034 voix (47,71 %, 25 conseillers municipaux élus dont 3 communautaires), devançant très largement celes menées respectivement par[64] :  
- Vincent Gallet (PS-PCF-EELV, 1 263 voix, 29,62 %, 5 conseillers municipaux élus dont 1 communautaire) ; 
 -  Laurence Le Galloudec (DVD, 544 voix, 12,76 %, 2 conseillers municipaux élus) ; 
 - Franck Beeldens-da Silva (FN, 422 voix, 	9,89 %, 1 conseiller municipal élu. 
Lors de ce scrutin, 38,79 % des électeurs se sont abstenus.

- Au second tour des élections municipales de 2020 dans l'Essonne[65], la liste DIV menée par Muriel Dorland obtient la majorité absolue des suffrages exprimés, avec 1 847 voix (64,37 %, 27 conseillers municipaux élus dont 2 communautaire), devançant très largement celle DVD menée par la maire sortante Véronique François — élue après la démission de Guy Malherbe en 2017 — qui a recueilli 1 022 voix (35,62 %, 6 conseillers municipaux élus dont 1 communautaire.
Lors de ce scrutin marqué par la pandémie de Covid-19 en France,  58,65 % des électeurs se sont abstenus[66].

#### Référendums
- Référendum de 2000 relatif au quinquennat présidentiel : 75,18 % pour le Oui, 24,82 % pour le Non, 33,15 % de participation[67].
- Référendum de 2005 relatif au traité établissant une Constitution pour l’Europe : 53,31 % pour le Oui, 46,69 % pour le Non, 70,76 % de participation[68].

### Liste des maires

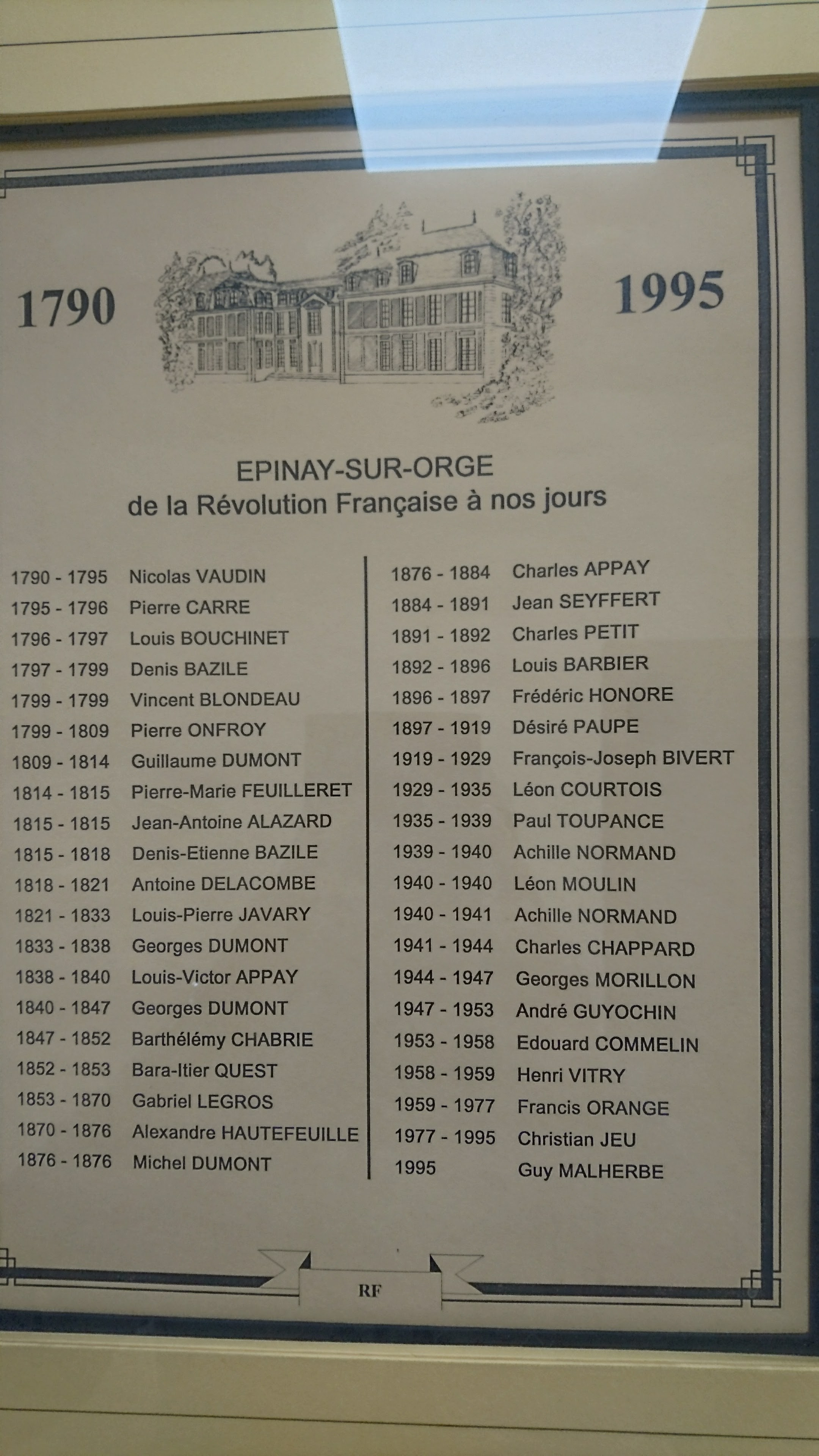
La liste des maires d’Épinay-sur-Orge de 1790 à 1995.

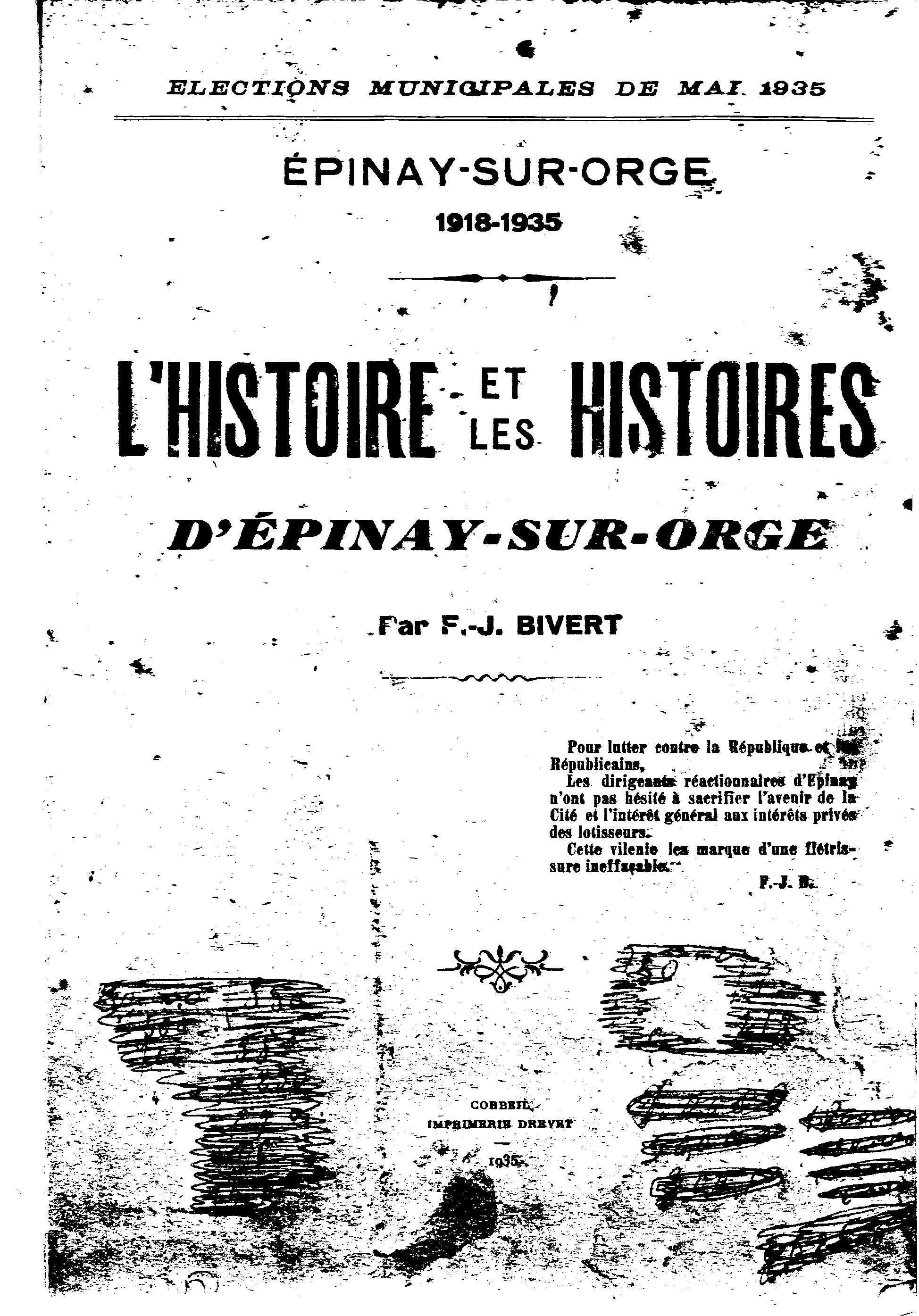
Journal électoral de l'ancien maire d'Epinay sur Orge, F.J. Bivert pour les élections municipales de 1935

### Instances de démocratie participative
La commune dispose depuis 2011 d'un conseil municipal des enfants.(03/12/2023)

## Équipements et services publics

### Espaces publics
La commune a été récompensée à nouveau en 2014 par deux fleurs au concours des villes et villages fleuris.
En juin 2018, la ville est labellisée « Fleur Verte » par le département grâce à son action engagée et durable pour une gestion des espaces verts[réf. nécessaire] (zéro produits phytosanitaires, gestion durable des ressources, respect du patrimoine naturel et de la biodiversité ainsi que des actions de sensibilisation écocitoyennes)
En novembre 2021, l'Union nationale de l'apiculture française a décerné le label « 2 abeilles - Démarche Remarquable » pour la contribution de la commune d'Épinay-sur-Orge à la défense de l'abeille, de l'apiculture et des pollinisateurs sauvages[réf. nécessaire].

### Enseignement

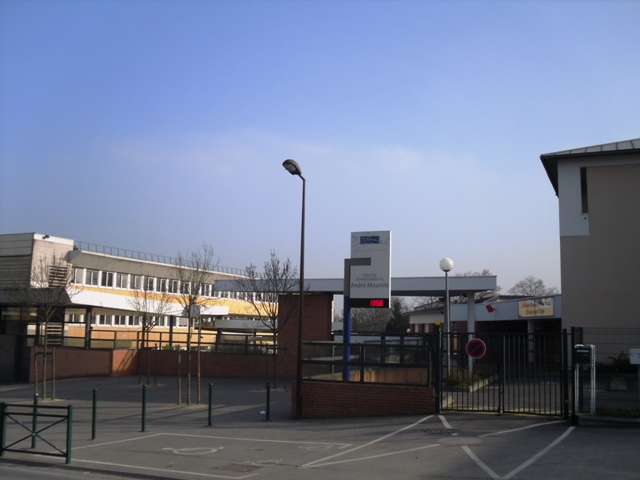
Le collège André-Maurois.

Les élèves d’Épinay-sur-Orge sont rattachés à l’académie de Versailles.
En 2010, la commune dispose sur son territoire de l’école maternelle des Templiers et des écoles primaires Paul-Valéry et Albert-Camus et du collège André-Maurois qui accueille les élèves d’Épinay-sur-Orge et d'une partie de Longjumeau, les élèves sont ensuite répartis entre le lycée Corot de Savigny-sur-Orge et le lycée Prévert de Longjumeau.
L’institut médico-professionnel de Sillery propose en 2011 un enseignement spécialisé pour des élèves présentant des handicaps mentaux ou d’importantes difficultés d’insertion sociale.
Les jeunes enfants sont accueillis dans la crèche des Petits castors ou dans la halte-garderie des Bouts d’chou. Hors périodes scolaires, les enfants sont répartis dans les centres de loisirs Albert-Camus et des Templiers[réf. nécessaire].

#### Enseignement supérieur
La commune dispose d'un Institut de Formation en Soins Infirmiers de l'Université Paris-Saclay, au sein du site du domaine de Perray-Vaucluse. L'établissement accueille plus d'une centaine d'étudiants et est rattaché au département universitaire des formations en sciences infirmières de la faculté de médecine de l'université Paris-Saclay. La formation est sélective et est accessible sur la plateforme d'accès à l'enseignement supérieur Parcoursup.

### Équipements culturels

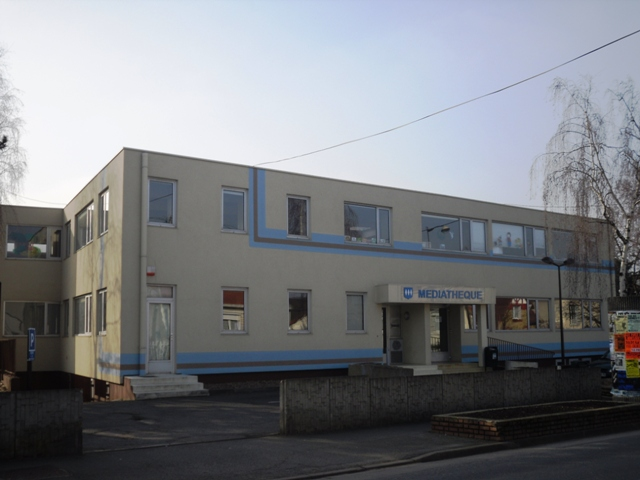
La médiathèque municipale.

La commune dispose sur son territoire d’une médiathèque attenante à la salle polyvalente Georges-Pompidou. Deux boites à livres sont installées à l'initiative de particuliers ou d'associations rue de l'Esplanade et rue de la Terrasse. Celle ci sera reconvertie en Maison des Spinoliens qui hébergera à la fois un espace pour les associations et un point d'information jeunesse pour les 15 - 25 ans .
En Avril 2025, un nouvel espace culturel Simone Veil s'est ouvert Cour du Général de Gaulle. Il offre une vaste médiathèque, un auditorium de 80 places et une salle polyvalente destinée aux éléments culturels. L’inauguration de ce nouvel équipement a eu lieu le 21 juin 2025.

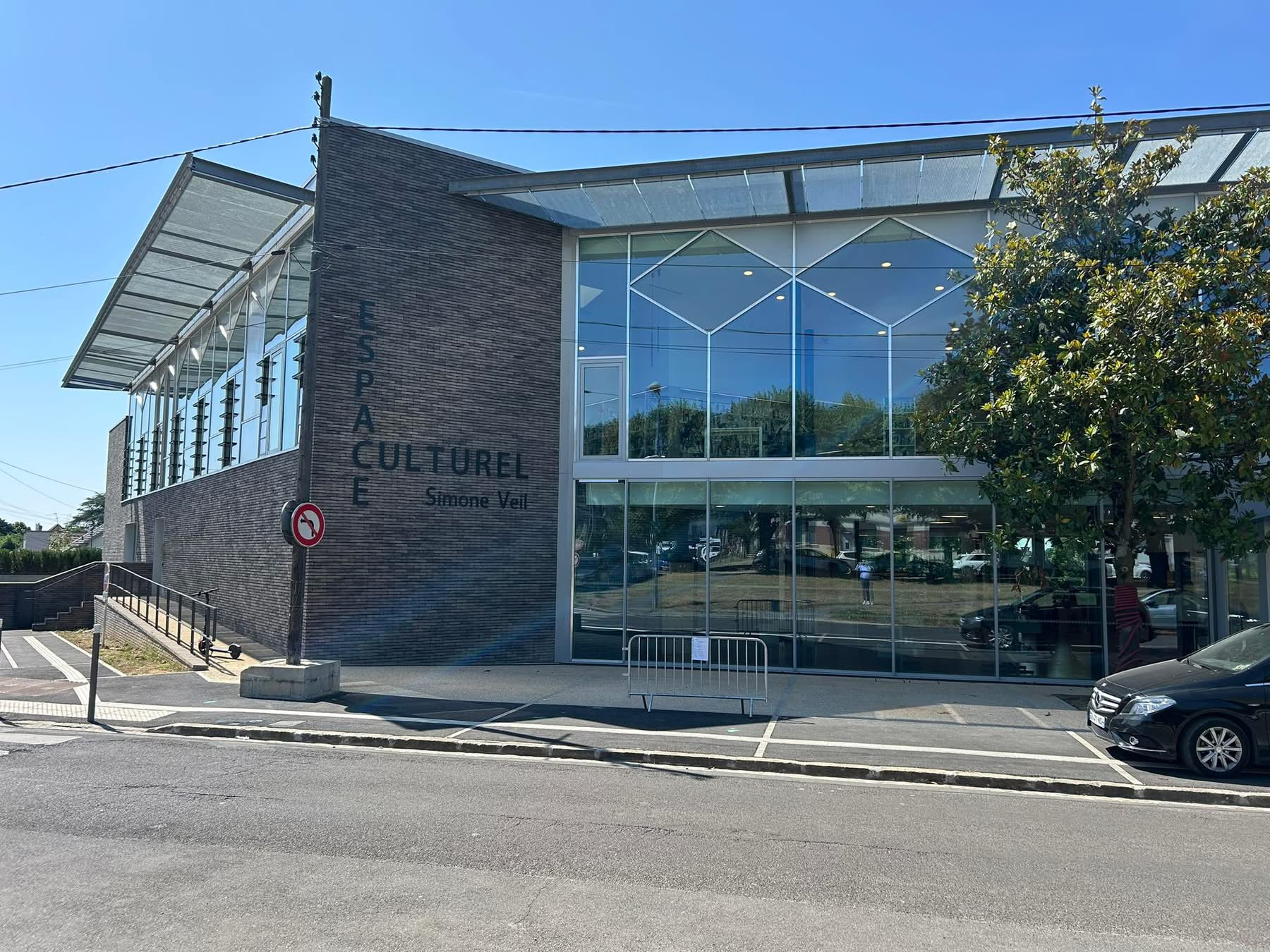
L'espace Culturel Simone Veil

Un conservatoire de musique associatif permet l’apprentissage et la pratique musicale[réf. nécessaire].

### Santé et solidarité

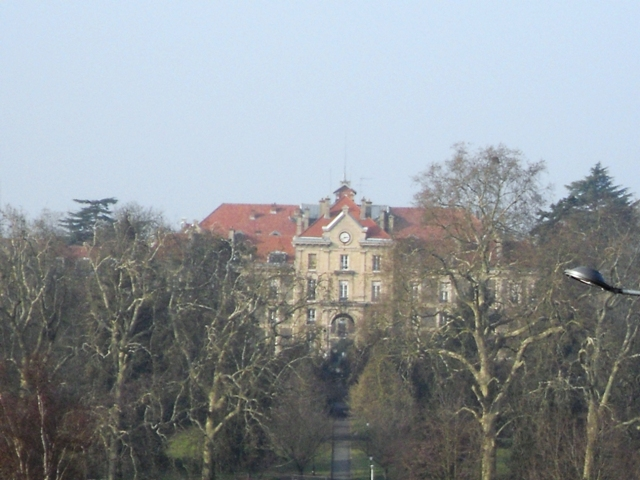
L’hôpital de Perray-Vaucluse.

La commune accueille sur son territoire une partie des installations du Groupe hospitalier universitaire Paris psychiatrie & neurosciences (ex-GPS Perray-Vaucluse) et du Centre hospitalier Barthélemy-Durand sur son domaine de Perray-Vaucluse dont les six cent soixante-seize places du centre de psychiatrie générale et pédopsychiatrie, de la maison de retraite et du centre de traitement des addictions et toxicomanie existant en 2011.
Plusieurs établissements de santé se trouvent dans la commune, dont trois établissements d’hébergement pour personnes âgées dépendantes :
- l'établissement d'hébergement pour personnes âgées dépendantes (EHPAD) Le Cercle des Aînés (qui a remplacé l’établissement d'hébergement pour personnes âgées dépendantes de l’Esplanade) disposant de soixante lits[88] ;
- l'établissement d’hébergement pour personnes âgées dépendantes (EHPAD) du Breuil ;
- l'établissement d’hébergement pour personnes âgées dépendantes (EHPAD) de Perray-Vaucluse, géré par le GHU Paris Psychiatrie & neurosciences.

D'autres établissements de santé équipent la commune, dont une maison d’accueil spécialisée (MAS) et un foyer d’hébergement d'Emmaüs Solidarité sur le domaine de Perray-Vaucluse, l’institut médico-éducatif (IME) et le centre médico-psychologique sur le domaine de Sillery qui accueille les handicapés.
Un centre de protection maternelle et infantile (PMI) est implanté dans la commune. Trois médecins libéraux, neuf chirurgiens-dentistes exercent dans la commune, complétés par trois pharmacies.
On note une résidence pour personnes âgées autonomes de 48 studios.
Une antenne du Secours Populaire et de la Société de Saint-Vincent-de-Paul sont présentes dans la commune depuis des années pour venir en aide aux plus démunis. Un centre d'hébergement Emmaüs Solidarité a été ouvert au sein de l'Hôpital de Perray-Vaucluse.
À la suite de la pandémie de Covid-19, une association, Epinay Entraide, a été créée par des habitants pour livrer les personnes démunies et âgées de la commune pendant le confinement de la population.
En 2025, une Maison de Santé Pluridisciplinaire s'est ouverte et permet l’accueil de 11 praticiens.

### Postes et télécommunications

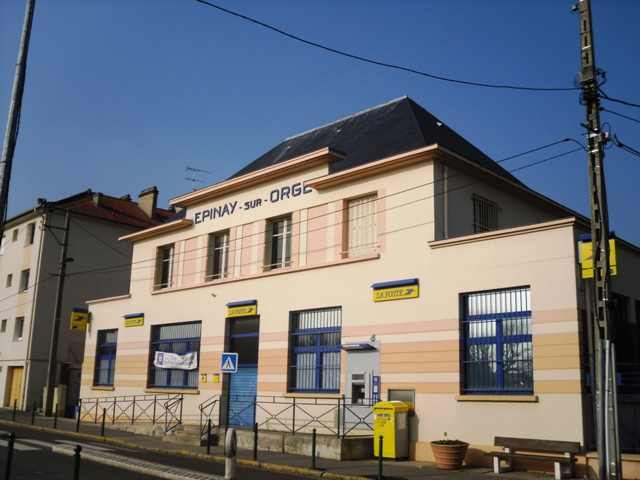
L’agence postale.

Un bureau de poste est implanté en centre-ville.

### Justice, sécurité, secours et défense
L’organisation juridictionnelle rattache les justiciables de la commune au tribunal d’instance et au conseil de prud’hommes de Longjumeau, au tribunaux de grande instance et de commerce d’Évry et à la cour d'appel de Paris.
La commune dispose pour une surveillance de son territoire d'une équipe de police municipale , de patrouilles de la police nationale et d’un centre de première intervention des sapeurs-pompiers.
Une étude notariale exerce dans la commune.

## Population et société

### Démographie
Les habitants sont appelés les Spinoliens.

#### Évolution démographique
L'évolution du nombre d'habitants est connue à travers les recensements de la population effectués dans la commune depuis 1793. Pour les communes de plus de 10 000 habitants les recensements ont lieu chaque année à la suite d'une enquête par sondage auprès d'un échantillon d'adresses représentant 8 % de leurs logements, contrairement aux autres communes qui ont un recensement réel tous les cinq ans,.

En 2022, la commune comptait 10 626 habitants, en évolution de −5,92 % par rapport à 2016 (Essonne : +2,89 %, France hors Mayotte : +2,11 %).
| 1793 | 1800 | 1806 | 1821 | 1831 | 1836 | 1841 | 1846 | 1851 |
| ---- | ---- | ---- | ---- | ---- | ---- | ---- | ---- | ---- |
| 697  | 638  | 660  | 563  | 544  | 511  | 512  | 513  | 523  |

| 1856 | 1861 | 1866 | 1872  | 1876  | 1881  | 1886  | 1891  | 1896  |
| ---- | ---- | ---- | ----- | ----- | ----- | ----- | ----- | ----- |
| 553  | 587  | 743  | 1 309 | 1 506 | 1 620 | 1 787 | 1 868 | 1 873 |

| 1901  | 1906  | 1911  | 1921  | 1926  | 1931  | 1936  | 1946  | 1954  |
| ----- | ----- | ----- | ----- | ----- | ----- | ----- | ----- | ----- |
| 1 910 | 2 037 | 2 148 | 2 230 | 2 928 | 3 167 | 3 944 | 3 649 | 5 057 |

| 1962  | 1968  | 1975  | 1982  | 1990  | 1999  | 2006   | 2011   | 2016   |
| ----- | ----- | ----- | ----- | ----- | ----- | ------ | ------ | ------ |
| 6 103 | 9 032 | 9 366 | 8 745 | 9 688 | 9 399 | 10 118 | 10 349 | 11 295 |

| 2021   | 2022   | - | - | - | - | - | - | - |
| ------ | ------ | - | - | - | - | - | - | - |
| 10 760 | 10 626 | - | - | - | - | - | - | - |

Créée en 1793, la commune d’Épinay-sur-Orge comptait alors six cent quatre-vingt-dix-sept habitants avant de connaître un lent déclin démographique pour ne compter que cinq cent onze habitants en 1836, date où elle renoua avec la croissance, dépassant les sept cents habitants trente ans plus tard et les mille trois cents habitants en 1872 et les mille cinq cents habitants quatre ans plus tard. En 1901, la commune comptait plus de mille neuf cents habitants et dépassa la barre des deux mille résidents cinq ans plus tard. La Seconde Guerre mondiale fit chuter de trois cents personnes la population spinolienne mais les Trente Glorieuses permirent le lotissement des terrains et une croissance soutenue, la commune passant à cinq mille cinquante-sept habitants en 1954, neuf mille trente-deux en 1968, connaissant une nouvelle chute lors du recensement de 1982 à seulement huit mille sept cent quarante-cinq habitants, une seconde lors du recensement de 1999 avant de dépasser la barre des dix mille habitants à l’occasion du recensement de 2006.

#### Pyramide des âges
En 2018, le taux de personnes d'un âge inférieur à 30 ans s'élève à 34,3 %, soit en dessous de la moyenne départementale (39,9 %). À l'inverse, le taux de personnes d'âge supérieur à 60 ans est de 24,4 % la même année, alors qu'il est de 20,1 % au niveau départemental.
En 2018, la commune comptait 5 456 hommes pour 5 704 femmes, soit un taux de 51,11 % de femmes, légèrement supérieur au taux départemental (51,02 %).
Les pyramides des âges de la commune et du département s'établissent comme suit.
| Hommes | Classe d’âge | Femmes |
| ------ | ------------ | ------ |
| 0,8    | 90 ou +      | 2,2    |
| 7,3    | 75-89 ans    | 10,5   |
| 13,6   | 60-74 ans    | 14,2   |
| 21,9   | 45-59 ans    | 19,8   |
| 20,8   | 30-44 ans    | 20,2   |
| 17,1   | 15-29 ans    | 16,6   |
| 18,5   | 0-14 ans     | 16,4   |

| Hommes | Classe d’âge | Femmes |
| ------ | ------------ | ------ |
| 0,5    | 90 ou +      | 1,4    |
| 5,4    | 75-89 ans    | 7,2    |
| 12,9   | 60-74 ans    | 13,9   |
| 20     | 45-59 ans    | 19,4   |
| 19,9   | 30-44 ans    | 20,1   |
| 20     | 15-29 ans    | 18,2   |
| 21,3   | 0-14 ans     | 19,8   |

### Manifestations culturelles et festivités
Plusieurs manifestations annuelles rythmes la vie communale,
- la fête associative des Brandous durant le week-end précédant le 21 juin,
- en septembre, la fête foraine le premier week-end et la fête de la rentrée le second week-end
- les animations de Noël, durant le deuxième dimanche de décembre.

### Sports et loisirs

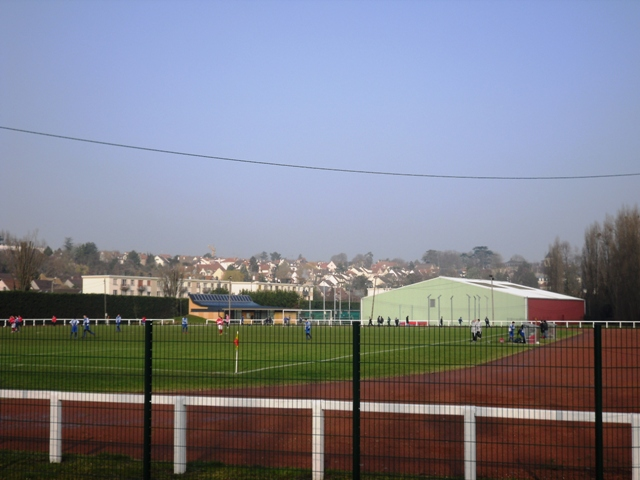
Le stade du Breuil.

Épinay-sur-Orge dispose sur son territoire de plusieurs équipements à caractères sportifs dont le stade du Breuil équipé de deux terrains de football, d’une piste d'athlétisme, de sept courts de tennis et d’un boulodrome, le stade des Templiers équipé d'un terrain de football stabilisés et d'un terrain de rugby, les gymnases Georges-Pompidou et Alain-Mimoun et la salle polyvalente du Millénaire.
En septembre 2022, un circuit pédagogique pour l'apprentissage du vélo a été ouvert aux écoles et au public.
Elle accueille aussi un club de roller soccer vice-champion du monde en 2009, les Shark Epinay Roller Soccer.
Le grand prix cycliste du conseil municipal d'Epinay sur Orge se courait tous les ans début septembre au moment de la fête communale avec pour arrivée le Mur d'Epinay, une montée à 9% avec un passage à plus de 14%. Il n'a plus été organisé depuis sa 48e édition en 2015.

### Vie associative
Quatre salles associatives sont à la disposition des habitants pour l’organisation des loisirs

### Lieux de culte
La paroisse catholique d’Épinay-sur-Orge est rattachée au secteur pastoral de Longjumeau et au diocèse d'Évry-Corbeil-Essonnes. Elle dispose de l’église Saint-Leu-Saint-Gilles et de la chapelle Saint-Dominique-Savio. La communauté protestante dispose d’un temple affilié à l’entente et la coordination des œuvres chrétiennes.

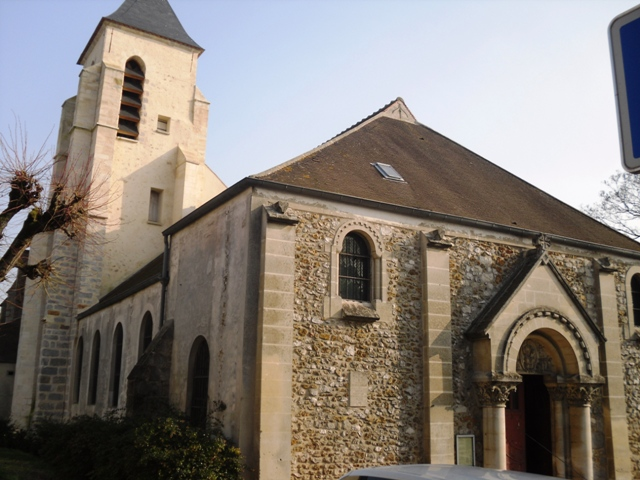
L’église Saint-Leu-et-Saint-Gilles.
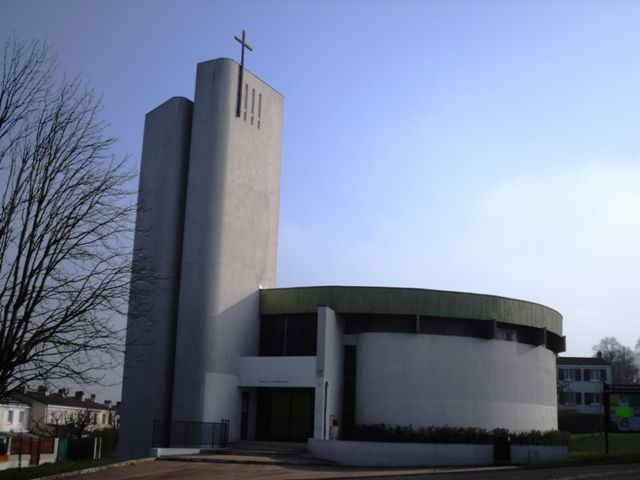
La chapelle Saint-Dominique-Savio.

### Médias
L’hebdomadaire Le Républicain relate les informations locales. La commune est en outre dans le bassin d’émission des chaînes de télévision France 3 Paris Île-de-France Centre, IDF1 et Téléssonne intégré à ViàGrandParis (Vià91). La municipalité édite un journal communal intitulé L'Echo.

## Économie

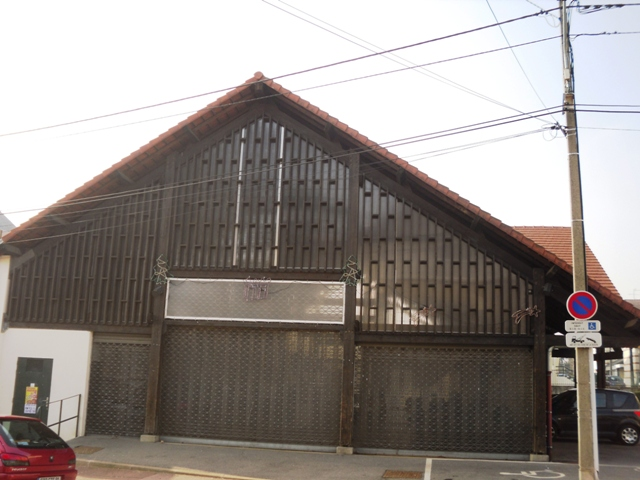
Le marché couvert.

Épinay-sur-Orge est rattachée par l’Insee au bassin d'emploi d’Orly qui regroupait en 1999 trente communes et 446 024 habitants, les Spinoliens représentant 2 % du total. En 2007, la population active dans la commune comptait 4 842 personnes soit 71,5 % de la population totale dont 4 466 avaient un emploi, soit un taux de chômage établi à 7,8 % malgré un nombre relativement faible d’emploi dans la commune avec seulement 2 438 places, en conséquence, seuls 11,9 % des habitants travaillaient dans leur commune de résidence.
La commune dispose sur son territoire de deux pôles économiques, au sud le centre hospitalier de Perray-Vaucluse et à l’est la zone commerciale des Rossays.
En 2009, la commune comptait trois cent quarante-huit entreprises actives sur son territoire dont deux exploitations agricoles et trois hôtels.
En 2023 une nouvelle exploitation agricole, la ferme de Compi tournée vers le maraichage bio a été créée dans la commune.
Un marché qui a été rénové en 2023 est organisé les mardis et vendredis matin sous la halle en centre-ville.

### Emplois, revenus et niveau de vie
En 2007, 90,5 % des actifs ayant un emploi étaient salariés dont près de 84 % disposaient d’un contrat à durée indéterminée ou étaient titulaires de la fonction publique avec une mixité parmi les diverses catégories socioprofessionnelles, respectivement 34,7 % d’employés, 31,3 % de professions intermédiaires, 16,7 % d’ouvriers et 12,3 % de cadres. Cette même année, 70,5 de la population était assujetties à l’impôt sur le revenu avec un revenu net imposable moyen fixé dans la commune à 30 680 €, 68,4 % des ménages tirant leurs revenus de salaires. Les Spinoliens habitaient dans 68,7 % des cas dans un pavillon individuel et en étaient propriétaires dans 73,8 % des cas. En 2006, le revenu fiscal médian par ménage était de 24 124 €, ce qui plaçait la commune au 593e rang parmi les 30 687 communes de plus de cinquante ménages que compte le pays et au cinquante-septième rang départemental.
| Répartition des emplois par catégories socioprofessionnelles en 2006. |              |                                           |                                                   |                            |                          |                           |
|                                                                       | Agriculteurs | Artisans, commerçants, chefs d’entreprise | Cadres et professions intellectuelles supérieures | Professions intermédiaires | Employés                 | Ouvriers                  |
| Épinay-sur-Orge                                                       | 0,0 %        | 5,0 %                                     | 12,3 %                                            | 32,2 %                     | 35,2 %                   | 15,3 %                    |
| Zone d’emploi d’Orly                                                  | 0,1 %        | 4,6 %                                     | 15,2 %                                            | 27,8 %                     | 30,3 %                   | 22,1 %                    |
| Moyenne nationale                                                     | 2,2 %        | 6,0 %                                     | 15,4 %                                            | 24,6 %                     | 28,7 %                   | 23,2 %                    |
| Répartition des emplois par secteurs d’activités en 2006.             |              |                                           |                                                   |                            |                          |                           |
|                                                                       | Agriculture  | Industrie                                 | Construction                                      | Commerce                   | Services aux entreprises | Services aux particuliers |
| Épinay-sur-Orge                                                       | 0,6 %        | 3,9 %                                     | 4,8 %                                             | 13,7 %                     | 8,9 %                    | 7,6 %                     |
| Zone d’emploi d’Orly                                                  | 0,5 %        | 8,1 %                                     | 7,2 %                                             | 15,0 %                     | 14,3 %                   | 6,3 %                     |
| Moyenne nationale                                                     | 3,5 %        | 15,2 %                                    | 6,4 %                                             | 13,3 %                     | 13,3 %                   | 7,6 %                     |
| Sources : Insee,                                                      |              |                                           |                                                   |                            |                          |                           |

## Culture locale et patrimoine

### Lieux et monuments
- Une borne routière du XVIIIe siècle a été inscrite aux monuments historiques le 6 novembre 1929[114].
- Au cimetière communal se trouve un monument à la mémoire de Léopold Pillot, fusillé par les Allemands en septembre 1870, et de trois autres francs-tireurs, morts pour la patrie[115]. Une sépulture de 39 soldats allemands morts pendant la guerre de 1870 est dans un carré de tombes militaires du cimetière.
- L'Église Saint-Leu-Saint-Gilles fut édifiée entre les XIIIe et XVIIIe siècles et augmentée au XVe siècle de la chapelle dédiée à saint Roch et saint Sébastien[116], entre les XVIIIe et XIXe siècles.
- Plusieurs demeures bourgeoises furent construites par les Parisiens venant en villégiature dont le château des Tourelles[117].

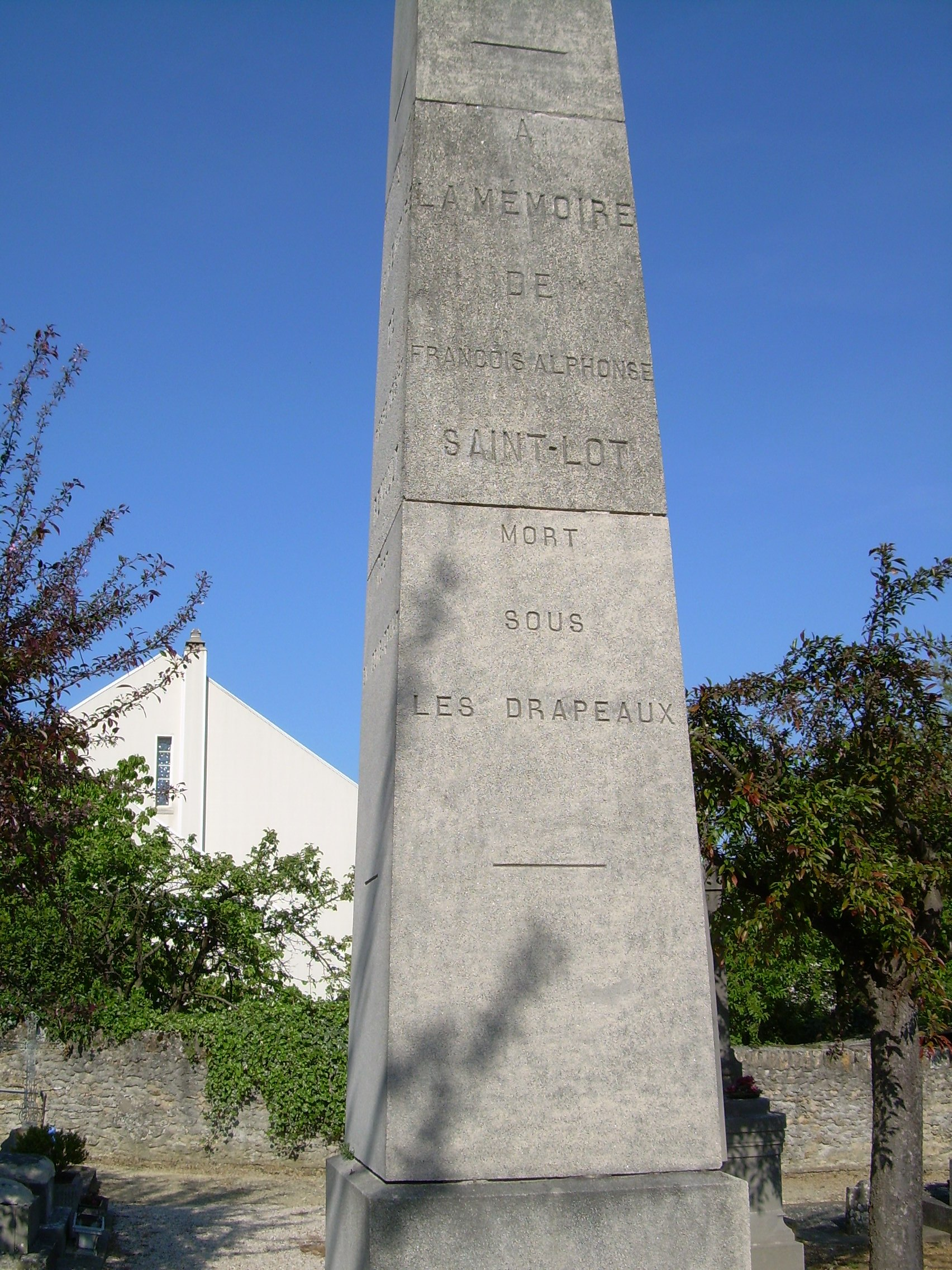
Le monument aux morts de la guerre franco-allemande de 1870.
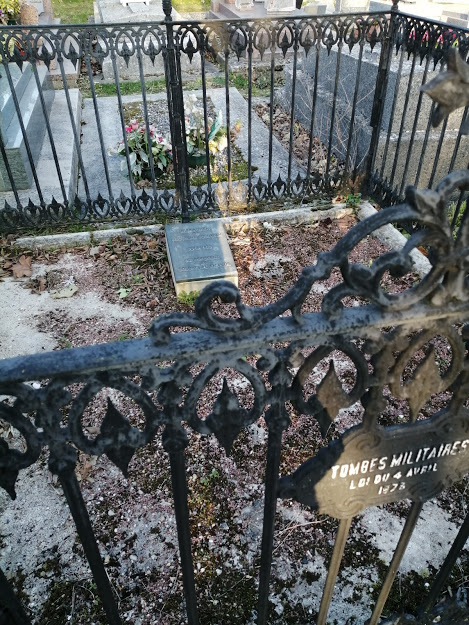
Sépulture de 39 soldats allemands morts pendant la guerre de 1870

### Personnalités liées à la commune

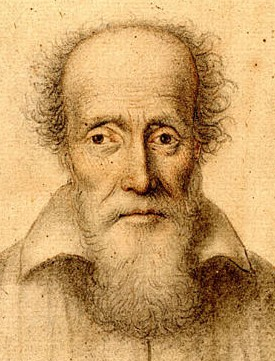
Barnabé Brisson.

Différents personnages publics sont nés, décédés ou ont vécu à Épinay-sur-Orge :
- Barnabé Brisson (1531-1591), magistrat et jurisconsulte français, conseiller d’État, président du Parlement de Paris, en fut le seigneur ;
- Henri Cochin (1687-1747), avocat au Parlement de Paris, y vécut ;
- Louis-Pierre Javary (1766-1836), chef d'escadron de la Garde impériale de Napoléon 1er et maire d'Épinay de 1821 à 1833;
- Alexandre Vibert (1847-1909), sculpteur français de style Art nouveau, y est né ;
- Madeleine Pelletier, première femme médecin diplômée (en 1906) en psychiatrie en France, y fut elle-même internée et y est morte. Elle est également connue pour ses multiples engagements politiques et philosophiques et fait partie des féministes les plus engagées au regard de la majorité des féministes françaises du XXe siècle;
- Georges Florian (1894-1980), peintre roumain de l'École de Nagybánya puis de l'École de Paris, y est mort ;
- Léona Delcourt (1902-1941), artiste et danseuse française, connue sous le surnom de Nadja, l'héroïne du roman Nadja d'André Breton y fut internée ;
- Raymond Queneau (1903-1976), romancier, poète, dramaturge français, cofondateur du groupe littéraire Oulipo, y a vécu ;
- Albert Camus (1913-1960, philosophe, écrivain, journaliste militant, romancier, dramaturge, essayiste et nouvelliste français, lauréat du prix Nobel de littérature en 1957. 
En mai 1943 écrivain au journal Combat (journal), la résistance lui délivre une fausse carte d'identité lui donnant comme résidence rue de petit vaux à Epinay[118], une école porte son nom dans la ville ;
- Bernard Pivot (1935-2024), journaliste français, écrivain, critique littéraire, animateur et producteur d'émissions culturelles télévisées, y a vécu ;
- Thierry Penot (1961- ), champion de roller de vitesse, y enseigne[Quand ?] ;
- Matthias Dandois-Delaigue, cycliste de BMX, dix fois champion du monde, et acteur français, en est originaire ;
- Jean-Pierre Genet (1962- ), rugbyman, y fut licencié ;
- Erwan Le Corre (en) (né en 1971), français naturalisé américain, créateur du Mouvement naturel ou Movnat (une méthode d’entraînement physique aussi appelée Paléo-fitness), y a passé une partie de sa jeunesse.

### Épinay-sur-Orge dans les arts et la culture
- Armand Guillaumin (1841-1927), peintre impressionniste , lithographe et dessinateur français, a peint plusieurs tableaux des paysages d'Epinay[119];

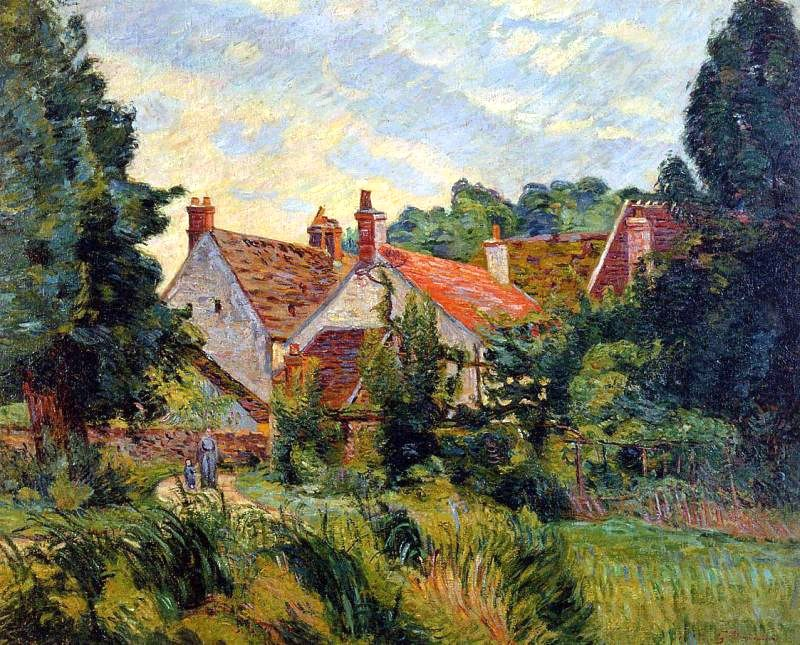
Armand Guillaumin : Epinay-sur-Orge (1885)

- Dans Le mystère de la chambre jaune, de Gaston Leroux (1907), l'auteur situe l'action principale de son œuvre au château du Glandier (lieu imaginaire), situé "sur la lisière de la forêt de Sainte-Geneviève, au-dessus d'Epinay-sur-Orge" (Extrait d'un article du quotidien Le Matin, au chapitre I). C'est la lecture de cet article qui amène Rouletabille et Sainclair, à aller enquêter dans et autour de la dite chambre, sise dans le dit château. A cet effet, ils seront amenés de voyager de la gare d'Orléans à Paris (actuellement nommée gare d'Austerlitz) vers Epinay en empruntant la ligne Paris-Montlhéry. La gare d'Epinay-sur-Orge est ainsi le lieu de maints épisodes du récit, celle-ci étant même considérée comme "un vrai délice" selon Joseph Rouletabille.

| Blason de Épinay-sur-Orge | Blason  | D’azur à trois fusées d’argent posées en fasce.                                                                                   |
| Blason de Épinay-sur-Orge | Détails | Il s’agit des armes du parlementaire Barnabé Brisson, premier seigneur d’Épinay. Le statut officiel du blason reste à déterminer. |